# Pandémie de Covid-19 en Espagne
- >2 000
- >3 000
- >4 000
- >5 000
- >6 000
- >7 000
- >8 000
- >9 000

La pandémie de Covid-19 en Espagne démarre officiellement le 31 janvier 2020.
L'épidémie apparaît officiellement le 31 janvier 2020, lorsqu'un touriste allemand est testé positif au SARS-CoV-2 sur l'île de La Gomera, dans l'archipel des Canaries. Le même jour, 21 rapatriés espagnols arrivent à la base aérienne de Torrejón de Ardoz, dans la périphérie de Madrid, après une escale sur la base britannique de Brize Norton en Angleterre, le vol étant organisé par le Royaume-Uni. Lors de l'escale, les ressortissants britanniques avaient pu quitter l'appareil, les Espagnols restant à bord, ainsi que vingt-sept citoyens de différents États européens.
Les cas explosent le 13 mars 2020 : l'Espagne compte 4 209 cas et 91 morts selon les autorités et, le lendemain, 5 753 cas et 121 morts. Le gouvernement espagnol annonce le 13 mars que l'état d'alerte va être décrété le lendemain par le conseil des ministres au vu de l'expansion de la maladie à coronavirus. À la date du 29 août 2022, le bilan est de 112 454 morts.

## Dénomination de la maladie
En Espagne, la dénomination de la maladie à coronavirus 2019 se constate dans les deux genres grammaticaux. La Fundación del Español Urgente (Fundéu, organisme créé notamment par l'agence de presse EFE et conseillée par l'Académie royale espagnole et dont le but est de « favoriser un bon usage de la langue dans les médias ») recommande l'utilisation du féminin pour désigner la maladie, mais considère justifié l'emploi du masculin.

## Chronologie

### 2020

Nombre de cas déclarés (bleu) et décès (rouge) (échelle logarithmique). Les différences quotidiennes sont indiquées en pointillés.

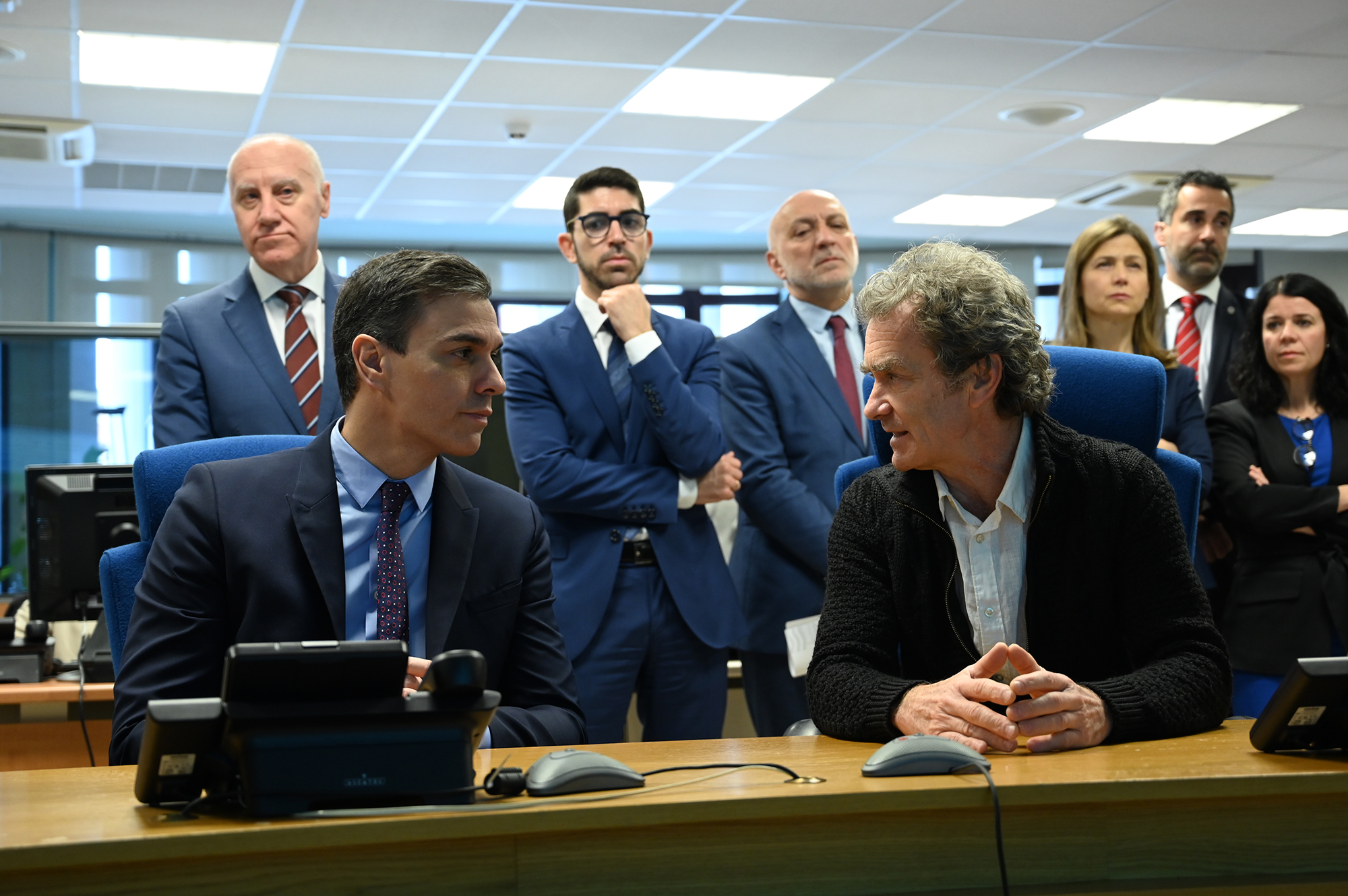
Le président du gouvernement Pedro Sánchez visite le centre de coordination des alertes et urgences sanitaires le 4 mars 2020.

#### Première vague
Mi janvier 2020, des traces du virus de la maladie à coronavirus sont présentes dans les eaux usées de Barcelone dans la région de Catalogne, mais par méconnaissance de ce nouveau virus et de cette nouvelle maladie ne seront détectées qu'en juin 2020.
- Le 31 janvier, premier cas dans la petite île de la Gomera, puis d'autres, dans les Baléares, créant l'illusion d’une épidémie contrôlée[10].
- Le 4 février serait la date du premier cas en Catalogne, d'après une étude de scientifiques catalans de l'université d'Oxford et de l'Institut catalan de la Santé (es) qui a comparé la surmortalité à cette période par rapport à celle de la grippe saisonnière[11].
- Le 13 février, premier décès en Espagne d'un homme de 69 ans de retour d'un voyage au Népal[10].
- Le 13 février aussi, le salon mondial de téléphonie mobile de Barcelone, qui devait se dérouler du 24 au 27 février, est un des premiers à être annulé avec le retrait de Facebook, Amazon, Sony, NTT DoCoMo ou encore l'opérateur BT[12].
- Le mercredi 24 février à Séville en Andalousie (Sud), un homme de 62 ans est dépisté, sans aucun contact avec une personne s'étant rendue dans une zone à risque comme le nord de l'Italie[13].
- Le mercredi 24 février aussi, l'hôtel où 4 Italiens ont séjourné à Tenerife est placé en quarantaine mais une levée partielle sera annoncée le lendemain après des tests négatifs : les salariés et 130 touristes de onze nationalités sur les 700 touristes peuvent sortir[13].
- Jeudi 25 février, l'Espagne compte déjà 150 cas dont un patient de Madrid de 77 ans, dans un état « grave »[13]. C'est la date du premier cas officiellement déclaré en Catalogne, après l'admission à l'hôpital clinique et provincial de Barcelone d'une Italienne vivant à Barcelone[11].
- Le 25 février aussi, Fernando Simón, responsable du centre d'alerte sanitaire national évoque « la réduction des rassemblements de personnes », lors d'une conférence de presse[13].
- Le 25 février aussi, le ministre de la Santé Salvador Illa déclare à la radio publique RNE qu'il cherche à remonter la piste de premiers cas car le virus a pu circuler pendant un moment en Andalousie. Parmi les 17 cas, dont 15 en trois jours, aucun n'a voyagé en zone à risque. Douze cas sont liés à l'Italie, dont les vacanciers de Tenerife mais aussi Kike Mateu, journaliste de Valence parti à Milan couvrir le 19 février le match entre l'Atalanta Bergame et Valence[13].
- Le 28 février, un banquet familial près de Barcelone, met en contact des salariés de l'hôpital d' Igualada avec des contaminés[14],[15].
- Le 27 février, l'auteur chilien Luis Sepúlveda est hospitalisé à l'Hôpital universitaire central des Asturies, à Oviedo, en Espagne. Lui et son épouse, la poétesse Carmen Yáñez, sont diagnostiqués positifs à la Covid-19[16],[17],[18].
- Le 29 février à Perpignan, manifestation indépendantiste de 100.000 catalans espagnols autour du leader catalan Carles Puigdemont[15].
- Le 3 mars, changement de méthodologie révélant que le premier décès datait en réalité du 13 février[10], à Valence.
- Le 3 mars, deux nouveaux décès[19], le premier selon la méthode d'analyse post-mortem[10], révélé par les autorités de la Communauté valencienne, dans le centre-est : un patient décédé le 13 février dernier dans un hôpital de Valence[20].
- Le 3 mars, le ministre de la Santé, Salvador Illa, recommande que les événements sportifs susceptibles d'attirer de nombreux spectateurs en provenance de régions touchées par le coronavirus, comme le nord de l'Italie, aient lieu à huis clos[21].
- Au 4 mars, deuxième décès, un homme de 84 ans souffrant d'une pneumonie au Pays basque. Le pays compte 200 cas, des rencontres sportives sont organisées à huis-clos.
- Au 4 mars, une seule des communautés autonomes — Murcie, et en son sein 18 provinces sur 50 — ainsi que les villes autonomes de Ceuta et Melilla, n'ont pas encore enregistré de cas positif à la Covid-19.
- Au 6 mars, le nombre de sujets recensés positifs à la maladie dans le pays s'élève à 345, parmi lesquels cinq morts et quatre rétablis. Il s'agit du bond le plus important depuis le début de l'épidémie. Les cinq personnes mortes sont des personnes âgées ou souffrant d'autres pathologies, selon Fernando Simón, directeur du centre d'alerte sanitaire national. Deux nouveaux foyers épidémiques ont été signalés dans deux centres d'accueil pour personnes âgées à Madrid et en périphérie de la capitale[22].
- Samedi 6 mars, cinq morts, portant le nombre total à huit, 374 cas, plus de 100 de plus.
- Dimanche 8 mars, 120 000 personnes se rassemblent dans les rues de Madrid pour les droits des femmes, des dizaines de milliers d’autres à Séville, à Barcelone ou à Bilbao[10].
- Dimanche 8 mars, 10 000 personnes se réunissent aux arènes de Vistalegre de Madrid pour le congrès du parti d’extrême droite Vox[10]. Les stades de football pleins pour la Liga[10]. À Valence, des milliers de personnes assistent aux traditionnels feux d’artifice[10].
- Au 8 mars, il y a 643 cas confirmés de Covid-19, 17 morts et 30 guérisons. La maladie progresse rapidement en 24 heures, le 9 mars le royaume d'Espagne compte 909 cas, 25 morts et 32 guérisons[23]. Au Pays basque, le nombre des personnes atteintes est passé de 102 à 149 le 9 mars en 24 heures. Cette région est la plus touchée après celle de Madrid où ce chiffre a plus que doublé en 24 heures, passant de 202 à 469[24].
- Au 9 mars au soir, l'Espagne déclare 1 231 cas et 30 morts[25] dont 17 dans la région de Madrid et 3 au Pays basque[26]. Premières déclarations publiques sur le coronavirus du président du gouvernement socialiste Pedro Sánchez [10], fermeture des crèches, écoles et universités dans région de Madrid : 1,5 million d’élèves concernés[10]. Mesure similaire à Vitoria et La Bastida, au Pays basque. Partout en Espagne, les malades confinés et dépistées. Les maladies chroniques doivent « rester chez elles au maximum »[10].
- Lundi 9 mars, toutes les écoles de Vitoria fermées par le gouvernement régional basque.
- Mardi 10 mars, les syndicats italien et espagnol de joueurs demandent à l'UEFA de reporter les matches, rapporte l'AFP.
- Mardi 10 mars, Madrid suspend les vols entre l'Italie et l'Espagne.
- Le 10 mars, l'Espagne connaît 1 674 cas et 35 morts.
- Le 11 mars, l'Espagne compte 2 188 cas positifs (dont 884 dans la communauté de Madrid) et 49 morts[27]. Ana Pastor, vice-présidente du Congrès, ex-présidente du Congrès et ancienne ministre de la Santé annonce qu'elle est positive au Covid-19[28].
- Mercredi 11 mars, sous la pression des clubs de troisième division, la fédération espagnole de football (RFEF) décrète la suspension de tout le football amateur[29], au-delà des recommandations du gouvernement pour des huis-clos[29].
- Jeudi 12 mars, le Real Madrid confirme qu'un joueur de basket-ball a été « testé positif ». Ses équipes de foot et de basket, qui partagent leurs installations sont immédiatement « placés en quarantaine »[29]. Dans la foulée, la Liga du Championnat d'Espagne de football suspend tous les matchs pour au moins deux journées[29].
- Le 12 mars, le dernier bilan du ministère de la Santé fait état de 2 968 personnes contaminées, tandis que le nombre de morts est passé de 48 à 84 en 24 heures. Une ministre est contaminée, Irene Montero[30],[31]. Au soir, l'Espagne annonce 3 059 cas. À 21 h, le ministère catalan de l’Intérieur met 70 000 personnes en quarantaine[32]. Après la fermeture d’écoles et garderies, le gouvernement de Catalogne supprime la ligne de bus qui relie les villes voisines puis les militaires contrôlent les points d’entrées et de sorties de ces communes[32]. Catalogne, Pays basque, Galice et région de Murcie (sud-est) annoncent la fermeture des écoles[29]. La Bourse de Madrid perd 14 % et l'intégralité du gouvernement est dépisté[29].
- Le 13 mars, il est déclaré 4 209 cas et 91 morts. Le président du gouvernement séparatiste catalan, Quim Torra est le premier à décréter le confinement de quatre localités [33] et deux jours après il exige la suspension de toutes les liaisons maritimes, ferroviaires et aériennes vers sa région, la plus riche du pays, où on apprend le même jour que les usines automobiles Seat et Nissan cesseront de tourner, faute de fournitures[33].
- Le 13 mars, le président du gouvernement Pedro Sánchez décrète l'état d'alerte pour une durée initiale de quinze jours à partir du samedi 14 mars[34].
- Samedi 14 mars, rues toujours désertes à Madrid, confinement quasi-total pour tout le pays après 514 morts en 24 heures[35].
- Samedi 14 mars, la communauté de Madrid compte 64 des 84 morts du pays, débordée par l’affluence des malades en situation grave, plus de 1 500 nouveaux cas : « La situation est très dure, il y a plus de patients que de lits », selon Guillen del Barrio, syndicaliste infirmier à l'hôpital La Paz de Madrid[33].

- Dimanche 15 mars, quatre nouveaux décès en Catalogne où plus de 900 personnes contaminées, portant le total à 12 dont 7 dans le secteur d'Igualada[14].
- Dimanche 15 mars, le Valencia Club de Fútbol rapporte que cinq cas positifs de coronavirus Covid-19 ont été détectés chez des joueurs et des techniciens l'équipe première »[36],[37]. Parmi eux se trouvaient notamment Eliaquim Mangala, Ezequiel Garay ou encore José Gayà. Selon plusieurs spécialistes, ils avaient pu contracter le virus le 19 février dernier lors du déplacement du FC Valence à Bergame[38].
- Le 20 mars, alors que l'Espagne passe la barre des 1 000 morts, le secrétaire de la Santé publique catalane, Joan Guix, révèle que le banquet familial du 28 février[14] a provoqué à Igualada « une explosion du nombre de cas dans l'hôpital mais aussi en dehors ». Cinq personnes d'un même foyer seraient à l'origine de la propagation[39].
- Le samedi 22 mars, alors que le nombre des morts a grimpé en un jour de 32 % à 1 326[40], le gouvernement mobilise 52 000 soignants en renfort[40], dont 14 000 médecins et infirmiers à la retraite et lance la construction à Madrid d'un hôpital de campagne de 5 500 lits[40], avec la distribution « dans les prochaines heures » d'1,3 million de masques chirurgicaux[40], via une livraison de la Chine. Concernant les 350 000 tests de coronavirus déjà réalisés[40], le président du gouvernement affirme « actuellement on en fait approximativement 15 000 par jour », selon ses services[40].
- Le 25 mars, un groupe de « jeunes » de La Línea de la Concepción, dans le Sud de l'Espagne, jette des pierres bloque des ambulances transportant 28 personnes âgées atteintes du coronavirus vers une résidence où elles devaient être prises en charge. La ville est une plaque tournante du trafic de drogue et de cigarettes et le confinement perturbe ce trafic illégal[41].
- le 26 mars, Dani Parejo, capitaine du Valencia Club de Fútbol, reconnait éprouver un sentiment de culpabilité et regrette publiquement d'avoir emmené 3 000 supporters à Milan[42].
- Le 30 mars, Fernando Simón, le directeur du centre de coordination d'alertes et d'urgences sanitaires, déclare avoir été testé positif au Covid-19[43].
- Le 31 mars
  - les autorités de santé publique citées par Nius estiment que l’épidémie aurait commencé les 10-15 février, sans être détectée car Igualada a en moyenne 63,1 morts pour 100 000 habitants contre 6,9 en Catalogne, 7,4 en Espagne et 27,9 en Communauté de Madrid ou encore 41 en Lombardie, en Italie.
  - selon le journal espagnol en ligne El Confidencial, tous les passagers de 5 des 12 autocars de la comarque de la Cuenca de Odena venus à la manifestation indépendantiste de 100 000 personnes le 29 février à Perpignan autour du leader catalan Carles Puigdemont seraient malades.

#### Seconde vague

Nombre de nouveaux cas (bleu) et nombre de décès (rouge) - lissage dégressif, coordonnées logarithmiques. Après une reprise pendant l'été en août-octobre, le second pic épidémique semble atteint début novembre.

### 2021
Au 11 juin 2021, le nombre total de cas est de 3 729 458, le nombre de décès de 80 465 avec un taux de mortalité à 2,16%.

### 2022
Le 2 mars 2022, le gouvernement espagnol annonce que la barre des 100 000 morts est dépassée.
En juillet, le quotidien El Pais titre : « L’excès de morts du mois de juillet est cinq fois supérieur à la moyenne de ce mois, et ce n’est que très peu à cause de la chaleur ou du covid. ».

## Foyers de propagation

### Hôpital d'Igualada, en Catalogne
Les premiers cas de coronavirus en Espagne, et les premières victimes ont eu lieu à Igualada, à une soixantaine de kilomètres de Barcelone. La cité de 40 000 habitants, dans le comté de la Cuenca de Odena en Catalogne, confinée depuis le 13 mars, affichait le 31 mars 57 décès pour 508 cas. Un banquet familial qui s'est tenu le 28 février qui a eu lieu près de Barcelone mettant en contact des salariés de l'hôpital d'Igualada avec des contaminés, a d'abord été suspecté d'avoir provoqué « une explosion du nombre de cas dans l'hôpital mais aussi en dehors » mais la maladie se serait propagée dès la mi-février.

### Funérailles à Vitoria-Gasteiz
Des funérailles qui se sont déroulées fin février à Vitoria-Gasteiz ont contribué à propager la maladie dans la capitale basque en touchant notamment l’hôpital Txagorritxu.

### Manifestation à Perpignan du 29 février et celles du 8 mars
Le 29 février à Perpignan, une manifestation indépendantiste réunit 100 000 Catalans venus de l'autre côté des Pyrénées pour saluer lors d'un meeting devant le Centre des expositions de la ville le leader catalan Carles Puigdemont, ancien président de la Catalogne et eurodéputé, poursuivi par la justice espagnole. Environ 550 bus, 450 camping-cars et 10 000 voitures ont été utilisés pour acheminer la foule. Le président de la Catalogne, Quim Torra, qui annonce à la mi-mars avoir été touché par le coronavirus, a été filmé dans les rues de Perpignan où il a serré et embrassé des dizaines de personnes à l'occasion du meeting. Avant même qu'il ne se tienne, des critiques ont émergé contre le risque sanitaire d'un tel rassemblement, alors qu'en Europe, de nombreuses rencontres sportives et culturelles avaient déjà été annulées, tandis qu'il avait déjà été décidé que d'autres devaient se tenir à huis-clos comme en Italie le match entre la Juventus et l’Inter Milan.
Entre-temps, d'autres manifestations ont lieu en mars et sont pointées aussi pour avoir propagé le virus en particulier le dimanche 8 mars, 120 000 personnes de réunissent dans les rues de Madrid pour défendre les droits des femmes, des dizaines de milliers d'autres à Séville, à Barcelone ou à Bilbao. 10 000 personnes se rassemblent aux arènes de Vistalegre de Madrid pour le congrès du parti d'extrême-droite Vox, tandis que les stades de football sont toujours pleins pour les matchs de la Liga et qu'à Valence, des milliers de personnes participent aux traditionnels feux d’artifice. Ces risques sanitaires sont d'autant plus critiqués que l'Espagne est peu équipée en réanimation,. Finalement, l'épidémie de coronavirus a entraîné le report des fêtes populaires des Fallas qui devaient avoir lieu du 15 au 19 mars et n'avaient jamais été suspendues depuis la fin de la Guerre civile espagnole (1936-1939).

### Voyage en Italie du Valence Club de Fútbol
Environ 2 500 supporters du Valencia Club de Fútbol, propriété depuis août 2014 du milliardaire singapourien Peter Lim, ont effectué un voyage en Italie pour assister le 19 février au match de 8e de finale aller de la Ligue des champions contre le club de football de l'Atalanta de Bergame au stade San Siro à Milan, celui de Bergame étant trop petit pour accueillir les supporters italiens. « Occasion de forte diffusion du virus », selon le maire de Bergame ou « accélérateur de la propagation » selon Walter Ricciardi, représentant de l'Italie à l'OMS, ce « match zéro », selon la presse transalpine, coïncide avec le début de l'épidémie en Italie du Nord, selon Francesco Le Foche, immunologue à la Polyclinique Umberto I à Rome. Le voyage des supporters aurait accéléré l'épidémie, notamment par le biais des 28 bus affrétés de Bergame à Milan. Une étude de l'Université de Valence et du CSIS (centre d'études stratégiques et internationales) cible également la rencontre comme la responsable de la propagation du virus en Espagne, d'autant que des cas avaient aussi été détectés à Valence avant le match.
La rencontre a eu lieu deux jours avant l'annonce du premier décès du coronavirus en Italie. En Espagne, l'exhumation le 3 mars de la dépouille d'une personne décédée à Valence le 13 février permet de découvrir qu'elle est morte du coronavirus.
Le match retour a eu lieu à huis-clos, en Espagne, où l'affaire est prise au sérieux, le principal quotidien sportif espagnol titrant « Valence-Atalanta : l'adversaire, c'est le coronavirus ». Bien que son équipe ait perdu 4-1 le match aller, le capitaine du Valencia Club de Fútbol Dani Parejo a publié le 8 mars un long message teinté de colère, sur Instagram, dénonçant que des milliers de gens puissent aller dans la rue pour fêter les Fallas (fête populaire traditionnelle à Valence), que des centaines de vols arrivent chaque jour du monde entier à l'aéroport tandis que des douzaines d'événements sportifs ou culturels rassemblant des milliers de gens pouvaient être vus à la télé. Le soir même, des mesures sanitaires bien plus strictes sont annoncées par le gouvernement. Dani Parejo a reconnu le 26 mars éprouver un sentiment de culpabilité et publiquement regretté d'avoir emmené 3 000 supporters à Milan.

### Foyers mortels fin mai 2020
Pour des raisons techniques, il est temporairement impossible d'afficher le graphique qui aurait dû être présenté ici.

### Foyers d'épidémie au 4 juin
En Espagne, au 4 juin, d'après les données de prévalence de l'Institut Carlos III, 5,2 % de la population espagnole a été infectée et a développé des anticorps IgG. Parmi les provinces les plus touchées, on trouve Soria 14,7 %, Cuenca 14,2 % et Ségovie 12,6 %, et Albacete 11,6 %, alors que dans la province de Madrid, le taux de contamination n'est que de 11,4 %. C'est un peu plus que les mêmes données au 13 mai. Les endroits les plus ciblés par la pandémie sont les villes de plus de 100 000 habitants.
Pour des raisons techniques, il est temporairement impossible d'afficher le graphique qui aurait dû être présenté ici.

## Mesures sanitaires avant l'état d'alerte

### Fermeture des établissements scolaires
- La région de Madrid décide le 9 mars de fermer tous ses établissements scolaires et universités[61]. Les villes de Vitoria-Gasteiz et La Bastida font de même au Pays basque[26].
- Toutes les écoles de la province d'Alava sont fermées, après la découverte de cas de douze enfants contaminés. Cette mesure affecte plus de 60 000 enfants et adolescents[62].
- Le 12 mars le gouvernement annonce la fermeture de toutes les écoles en Catalogne. Ce même jour, les gouvernements régionaux de Murcie, Galicie, du Pays basque espagnol, des Asturies, d'Aragon, des îles Canaries, de Castille-La Manche, Navarre, d'Estrémadure, des Îles Baléares, de Cantabrie et la ville de Melilla annoncent la fermeture de tous les établissements scolaires[63],[64],[65],[66],[67],[68],[69],[70],[71], ce qui fait un total de 14 communautés autonomes sur les 17 que compte le royaume d'Espagne, plus une ville autonome[72], qui ferment leurs établissements scolaires à tous les niveaux.

### Confinement et fermetures
- Le 11 mars, le ministre de la Culture ordonne la fermeture à Madrid des musées et centres culturels de sa compétence, dont le Prado, le Museo Nacional Centro de Arte Reina Sofía, le musée Thyssen-Bornemisza, la Filmoteca Española, les musées d'Archéologie et d'Anthropologie, ainsi que la Bibliothèque nationale et le Palais royal de Madrid entre autres[73].
- Le 12 mars, le ministère de l'Intérieur décide de placer à l'isolement ses 69 centres pénitentiaires[74].
  - Ce même jour, le gouvernement de Catalogne place en confinement la commune d'Igualada et les villes de Vilanova del Camí, Òdena et Santa Margarida de Montbui après que l'hôpital d'Igualada soit devenu un foyer épidémique. C'est une première mesure en Espagne, touchant 70 000 habitants pendant quatorze jours[75].
- Le 13 mars 2020, le gouvernement de la Communauté de Madrid ordonne la fermeture de tous les bars, restaurants et magasins non alimentaires à l'exception des pharmacies[76], la Catalogne lui emboîte le pas, puis la région de Valence fait de même fermant « tous les lieux de loisir qui ne sont pas de première nécessité »[77]. En fin de journée, Quim Torra annonce la mise en quarantaine de la Catalogne, pour une durée de quinze jours au moins, restreignant ainsi toutes les entrées et sorties de ce territoire[78].
- Le 9 avril 2020, Pedro Sánchez annonce la levée de l'interdiction du travail non essentiel pour la semaine suivante, tandis que l'état d'alerte reste prolongé jusqu'au 26 avril[79].

Les processions de la Semaine Sainte sont annulées,.
L'Espagne n'a instauré aucun passe sanitaire.

### Restrictions de voyage

#### Vers l'Espagne
Le 10 mars 2020, le gouvernement espagnol décide de l'annulation immédiate de tous les vols d'Italie en Espagne jusqu'au moins au 25 mars. Le 12 mars, toutes les liaisons aériennes et maritimes sont suspendues entre l'Espagne et le Maroc dans les deux sens, ainsi que la circulation des biens et marchandises.
La frontière avec le Portugal ferme également à l'exception de neuf points de passage.
En janvier 2021, Pedro Sánchez annonce qu'il n'envisage pas de retour des touristes en Espagne tant que 70 % de la population ne sera pas vaccinée, taux qu'il est envisagé d'atteindre vers la fin de l'été 2021.

#### De l'Espagne
Au 13 mars, les pays qui interdisent l'entrée sur leur territoire des personnes venant d'Espagne sont les suivants :
- États-Unis
- Guatemala
- Jamaïque
- Salvador
- Trinité-et-Tobago
- Venezuela
- Arabie saoudite
- Irak
- Israël
- Jordanie
- Koweït
- Liban
- Maroc
- Algérie
- Corée du Nord [86]
- Inde
- Kazakhstan
- Kirghizistan
- Philippines
- Chypre
- Danemark
- Malte
- Pologne
- Slovaquie
- République tchèque
- Ukraine[87]

Au 13 mars, les pays qui imposent une quarantaine aux citoyens espagnols sont les suivants :
- Burundi
- Kiribati
- Liberia
- Mozambique
- Niger
- Ouganda
- Rwanda
- Samoa
- Argentine
- Chili
- Colombie
- Pérou
- Koweït
- Azerbaïdjan
- Birmanie
- Chine
- Laos
- Thaïlande
- Bosnie-et-Herzégovine
- Macédoine du Nord
- Roumanie
- Fédération de Russie

### Saturation de l'accès à l'Internet
Pour permettre le télétravail, les opérateurs demandent un accès raisonnable à l'Internet aux heures ouvrées.

### Vaccination
Au 19 février 2021, 3 millions de personnes ont reçu au moins une dose de vaccin. Le gouvernement espagnol annonce "qu’en mai il aura immunisé entre 15 et 20 millions de personnes sur 46 millions d’habitants" pour sauver la campagne estivale.
Le taux de vaccination atteint 61 % en août 2021 - l'un des taux les plus élevés au monde -, puis 90 % à la mi-octobre (pour les plus de douze ans). Fin septembre 2021, 97 à 98 % des personnes âgées de plus de 80 ans ont été vaccinées. La vaccination des enfants âgés de 5 à 12 ans commence en fin d'année ; à la mi-décembre, un quart des enfants ont été vaccinés, alors que gouvernement espère atteindre les 70 % début février.
En été 2022, 83,27 % de la population espagnole est complètement vaccinée.

### Controverses
Dès la fin mars, la presse constate que « unité nationale n’est plus qu’un souvenir », : les reproches de l'opposition sont aussi fréquentes que les bilans sur la progression de la pandémie et vont cibler le retard pris pour annoncer des mesures de confinement, avec de grands rassemblements de rue jusqu'au 8 mars. De nombreux gouvernements régionaux dénoncent les problèmes de logistique débouchant sur l'insuffisance des équipements de protection et le manque de lits. Le Parti nationaliste basque a critiqué la limitation de l'activité économique causée par les décisions de Pedro Sánchez sans consulter les exécutifs régionaux.
Depuis la mi-mai, des manifestations, qui réunissent parfois des centaines de personnes, sont organisées avec le soutien des partis de droite contre le confinement et la gestion du gouvernement. D'après l'AFP, « les protestataires, le plus souvent masqués, brandissent le drapeau espagnol et réclament la démission du gouvernement en criant « liberté ». »
La crise sanitaire a mis en évidence les conditions de vie déplorables des travailleurs migrants, à l'origine de nombreux clusters. Ces travailleurs « dorment entassés par dizaines dans des chambres minuscules, chez des compatriotes qui leur louent un lit, dans la promiscuité de baraques de chantier mises à disposition par les agriculteurs ou dans des bidonvilles surpeuplés. Certains occupent des usines abandonnées ou des entrepôts désaffectés, sans accès à des conditions d’hygiène minimales. D’autres finissent sur des cartons, dans la rue… » La ministre du Travail, la communiste Yolanda Díaz, a renforcé les inspections, provoquant la colère du patronat agricole. Le ministre de l’Agriculture, le socialiste Luis Planas, a présenté en aout un guide de prévention pour éviter de nouveaux clusters liés aux vendanges.
Les effectifs de soignants, minés par des années de coupes budgétaires, ont été nettement insuffisants pour répondre à la crise sanitaire. À Madrid, relève le quotidien français Le Monde, « partout devant les portes des centres de santé, de longues files d’attente débordent sur les trottoirs. Pour obtenir un rendez-vous, il faut parfois insister pendant trois jours. Les malades non atteints par le Covid-19, dont le cas n’est pas considéré comme urgent, sont priés d’attendre des jours voire des semaines avant d’être pris en charge. »

## État d'alerte depuis le 13 mars 2020
À cause de ce virus, l'Espagne fait face à une crise économique, sociale et sanitaire.
Le gouvernement a été critiqué pour avoir tardé à mettre en œuvre l'état d'alerte et avoir autorisé un rassemblement dominical colossal de revendication pour la Journée Internationale des Femmes.
Alors que le pays dépasse les 4 200 cas et 120 morts, le gouvernement espagnol annonce le 13 mars que l'état d'alerte (estado de alarma) devrait être décrété, selon l'article 116 de la Constitution, pour tout le pays par le conseil des ministres le 14 mars 2020. Il est prévu pour quinze jours.
Cet état d'alerte demande aux habitants de l'Espagne de rester à la maison pour deux semaines sauf dans les cas d'achat de nourriture ou de médicaments, de trajet domicile-travail ou hôpital.
Cela inclut la fermeture des boutiques non essentielles telles que bars, restaurants, cafés et cinémas.
Parmi les boutiques qui resteront ouvertes se trouvent : les supermarchés, les petites boutiques alimentaires, les pharmacies, les stations-essence et les magasins de fourniture pour animaux de compagnie.
La présence de public dans les rues n'est admise que pour les seules raisons : achat de nourriture ou de médicaments, trajets domicile-travail, trajets pour aller chercher les enfants, ou des personnes âgées ou handicapées ou spécialement vulnérables, et déplacement aux bureaux financiers ou assurantiels en cas de (en français dans le texte) force majeure.
Cela a conduit à annuler la Semaine sainte à Séville ainsi que dans d'autres villes et des opérateurs britanniques à annuler les vols à destination de villes touristiques espagnoles.

## Statistiques
En Espagne, le début de la progression de l'épidémie pandémique correspond à une courbe où pour chaque laps de temps le nombre de personnes concernées est multiplié par un facteur.
En Italie, les malades du virus doublent tous les trois jours.
Ce facteur varie d'une communauté autonome à l'autre, selon le quotidien El País.
En Espagne, le taux de doublement le plus rapide se trouve en Navarre (1,1 jour) et en Castille-La Manche (1,4 jour) ; les taux de doublement les plus lents se trouvent au Pays basque (3,2 jours) et à La Rioja (4,3 jours).
Cumul du nombre de personnes détectées positives, de guérisons et de décès
| \| Cas de COVID-19 en Espagne (augmentation journalière en %) \| Cas de COVID-19 en Espagne (augmentation journalière en %) \| Cas de COVID-19 en Espagne (augmentation journalière en %) \| Cas de COVID-19 en Espagne (augmentation journalière en %) \| Cas de COVID-19 en Espagne (augmentation journalière en %) \| \| ------------------------------------------------------------------------------------------------------------------------------------------------------------------------------------------------------------------------------------------------------------------------------------------------------------------------------------------------------------------------------------------------------------------------------------------------------------------------------------------------------------------------------------------------------------------------------------------------------------------------------------------------------------------------------------------------------------------------------------------------------------------------------------------------------------------------------------------------------------------------------------------------------------------------------------------------------------------------------------------------------------------------------------------------------------------------------------------------------ \| ---------------------------------------------------------- \| ---------------------------------------------------------- \| ---------------------------------------------------------- \| ---------------------------------------------------------- \| \| Morts Guérisons Autres cas Janvier Janvier Février Février Mars Mars Avril Avril Mai Mai Juin Juin Juillet Juillet Aout Aout Septembre Septembre Octobre Octobre Novembre Novembre Décembre Décembre \| \| \| \| \| \| Date \| \| \| Nombre de cas * \| \| \| 31 janvier 2020 \| 31 janvier 2020 \| \| 1 \| 1 \| \| ⢸ \| ⢸ \| \| ⢸ \| ⢸ \| \| 9 février 2020 \| 9 février 2020 \| \| 2 (+100%) \| 2 (+100%) \| \| ⢸ \| ⢸ \| \| ⢸ \| ⢸ \| \| 13 février 2020 \| 1† \| \| 3 (+50%) \| 3 (+50%) \| \| ⢸ \| ⢸ \| \| ⢸ \| ⢸ \| \| 24 février 2020 \| 1† \| \| 4 (+33%) \| 4 (+33%) \| \| 25 février 2020 \| 1† \| \| 8 (+100%) \| 8 (+100%) \| \| 26 février 2020 \| 1† \| \| 14 (+75%) \| 14 (+75%) \| \| 27 février 2020 \| 1† \| \| 26 (+86%) \| 26 (+86%) \| \| 28 février 2020 \| 1† \| \| 35 (+73%) \| 35 (+73%) \| \| 29 février 2020 \| 1† \| \| 59 (+31%) \| 59 (+31%) \| \| 1er mars 2020 \| 1† \| \| 84 (+42%) \| 84 (+42%) \| \| 2 mars 2020 \| 1† \| \| 125 (+49%) \| 125 (+49%) \| \| 3 mars 2020 \| 1† \| \| 169 (+45%) \| 169 (+45%) \| \| 4 mars 2020 \| 2† \| \| 228 (+35%) \| 228 (+35%) \| \| 5 mars 2020 \| 3† \| \| 282 (+24%) \| 282 (+24%) \| \| 6 mars 2020 \| 5† \| \| 365 (+29%) \| 365 (+29%) \| \| 7 mars 2020 \| 10† \| \| 430 (+18%) \| 430 (+18%) \| \| 8 mars 2020 \| 17† \| \| 674 (+57%) \| 674 (+57%) \| \| 9 mars 2020 \| 30† \| \| 1 231 (+83%) \| 1 231 (+83%) \| \| 10 mars 2020 \| 36† \| \| 1 695 (+38%) \| 1 695 (+38%) \| \| 11 mars 2020 \| 55† \| \| 2 277 (+34%) \| 2 277 (+34%) \| \| 12 mars 2020 \| 87† \| \| 3 146 (+38%) \| 3 146 (+38%) \| \| 13 mars 2020 \| 133† \| \| 5 232 (+43%) \| 5 232 (+43%) \| \| Samedi 14 mars 2020 : Début du confinement \| \| \| \| \| \| 14 mars 2020 \| 196† \| \| 6 391 (+36%) \| 6 391 (+36%) \| \| 15 mars 2020 \| 288† \| \| 7 553 (+35%) \| 7 553 (+35%) \| \| 16 mars 2020 \| 309† \| \| 9 191 (+19%) \| 9 191 (+19%) \| \| 17 mars 2020 \| 491† \| \| 11 178 (+22%) \| 11 178 (+22%) \| \| 18 mars 2020 \| 598† \| \| 13 716 (+23%) \| 13 716 (+23%) \| \| 19 mars 2020 \| 767† \| \| 17 147 (+25%) \| 17 147 (+25%) \| \| 20 mars 2020 \| 1 093† \| \| 20 071 (+19%) \| 20 071 (+19%) \| \| 21 mars 2020 \| 1 381† \| \| 29 002 (+26%) \| 29 002 (+26%) \| \| 22 mars 2020 \| 1 772† \| \| 29 843 (+28%) \| 29 843 (+28%) \| \| 23 mars 2020 \| 2 182† \| \| 33 089 (+11%) \| 33 089 (+11%) \| \| 24 mars 2020 \| 2 692† \| \| 39 669 (+19%) \| 39 669 (+19%) \| \| 25 mars 2020 \| 3 434† \| \| 47 610 (+20%) \| 47 610 (+20%) \| \| 26 mars 2020 \| 4 089† \| \| 56 188 (+18%) \| 56 188 (+18%) \| \| 27 mars 2020 \| 4 858† \| \| 64 059 (+14%) \| 64 059 (+14%) \| \| 28 mars 2020 \| 5 690† \| \| 72 248 (+12%) \| 72 248 (+12%) \| \| 29 mars 2020 \| 6 528† \| \| 78 795 (+12%) \| 78 795 (+12%) \| \| 30 mars 2020 \| 7 340† \| \| 85 195 (+8%) \| 85 195 (+8%) \| \| 31 mars 2020 \| 8 189† \| \| 94 417 (+10%) \| 94 417 (+10%) \| \| 1er avril 2020 \| 9 053† \| \| 102 136 (+8,2 %) \| 102 136 (+8,2 %) \| \| 2 avril 2020 \| 10 003† \| \| 110 238 (+7,9 %) \| 110 238 (+7,9 %) \| \| 3 avril 2020 \| 10 935† \| \| 117 710 (+6,8 %) \| 117 710 (+6,8 %) \| \| 4 avril 2020 \| 11 744† \| \| 124 736 (+6 %) \| 124 736 (+6 %) \| \| 5 avril 2020 \| 12 418† \| \| 130 759 (+4,8 %) \| 130 759 (+4,8 %) \| \| 6 avril 2020 \| 13 055† \| \| 135 032 (+3,3 %) \| 135 032 (+3,3 %) \| \| 7 avril 2020 \| 13 798† \| \| 140 510 (+4,1 %) \| 140 510 (+4,1 %) \| \| 8 avril 2020 \| 14 555† \| \| 146 690 (+4 %) \| 146 690 (+4 %) \| \| 9 avril 2020 \| 15 238† \| \| 152 446 (+3,9 %) \| 152 446 (+3,9 %) \| \| 10 avril 2020 \| 15 843† \| \| 157 022 (+3 %) \| 157 022 (+3 %) \| \| 11 avril 2020 \| 16 353† \| \| 161 852 (+3,1 %) \| 161 852 (+3,1 %) \| \| 12 avril 2020 \| 16 972† \| \| 166 019 (+2,6 %) \| 166 019 (+2,6 %) \| \| 13 avril 2020 \| 17 489† \| \| 169 196 (+2,1 %) \| 169 196 (+2,1 %) \| \| 14 avril 2020 \| 18 056† \| \| 172 541 (+1,8 %) \| 172 541 (+1,8 %) \| \| 15 avril 2020 \| 18 579† \| \| 177 633 (+3 %) \| 177 633 (+3 %) \| \| 16 avril 2020 \| 19 130† \| \| 182 816 (+2,9 %) \| 182 816 (+2,9 %) \| \| 17 avril 2020 \| 19 478† \| \| 188 068 (+2,9 %)[note 1] \| 188 068 (+2,9 %)[note 1] \| \| 18 avril 2020 \| 20 043† \| \| 191 726 (+1,9 %) \| 191 726 (+1,9 %) \| \| 19 avril 2020 \| 20 453† \| \| 195 944 (+2,2 %) \| 195 944 (+2,2 %) \| \| 20 avril 2020 \| 20 852† \| \| 200 210 (+2,2 %) \| 200 210 (+2,2 %) \| \| 21 avril 2020 \| 21 282† \| \| 204 178 (+2 %) \| 204 178 (+2 %) \| \| 22 avril 2020 \| 21 717† \| \| 208 389 (+2,1 %) \| 208 389 (+2,1 %) \| \| 23 avril 2020 \| 22 157† \| \| 213 024 (+2,2 %) \| 213 024 (+2,2 %) \| \| 24 avril 2020 \| 22 524† \| \| 219 764 (+3,2 %) \| 219 764 (+3,2 %) \| \| 25 avril 2020 \| 22 902† \| \| 223 759 (+1,8 %) \| 223 759 (+1,8 %) \| \| 26 avril 2020 \| 23 190† \| \| 207 634 (−7,2 %)[note 2] \| 207 634 (−7,2 %)[note 2] \| \| 27 avril 2020 \| 23 521† \| \| 209 465 (+0,9 %) \| 209 465 (+0,9 %) \| \| 28 avril 2020 \| 23 882† \| \| 210 743 (+0,6 %) \| 210 743 (+0,6 %) \| \| 29 avril 2020 \| 24 275† \| \| 212 917 (+1,6 %) \| 212 917 (+1,6 %) \| \| 30 avril 2020 \| 24 543† \| \| 213 435 (+0,2 %) \| 213 435 (+0,2 %) \| \| 1er mai 2020 \| 24 824† \| \| 215 216 (+0,8 %) \| 215 216 (+0,8 %) \| \| 2 mai 2020 \| 25 100† \| \| 216 582 (+0,6 %) \| 216 582 (+0,6 %) \| \| 3 mai 2020 \| 25 264† \| \| 217 466 (+0,4 %) \| 217 466 (+0,4 %) \| \| 4 mai 2020 \| 25 428† \| \| 218 011 (+0,3 %) \| 218 011 (+0,3 %) \| \| 5 mai 2020 \| 25 613† \| \| 219 329 (+0,6 %) \| 219 329 (+0,6 %) \| \| 6 mai 2020 \| 25 857† \| \| 220 325 (+0,5 %) \| 220 325 (+0,5 %) \| \| 7 mai 2020 \| 26 070† \| \| 221 447 (+0,5 %) \| 221 447 (+0,5 %) \| \| 8 mai 2020 \| 26 299† \| \| 222 857 (+0,6 %) \| 222 857 (+0,6 %) \| \| 9 mai 2020 \| 26 478† \| \| 223 578 (+0,3 %) \| 223 578 (+0,3 %) \| \| 10 mai 2020 \| 26 621† \| \| 224 390 (+0,4 %) \| 224 390 (+0,4 %) \| \| 11 mai 2020 \| 26 744† \| \| 227 436 (+1,4 %) \| 227 436 (+1,4 %) \| \| 12 mai 2020 \| 26 920† \| \| 228 030 (+0,3 %) \| 228 030 (+0,3 %) \| \| 13 mai 2020 \| 27 104† \| \| 228 691 (+0,3 %) \| 228 691 (+0,3 %) \| \| 14 mai 2020 \| 27 321† \| \| 229 540 (+0,4 %) \| 229 540 (+0,4 %) \| \| 15 mai 2020 \| 27 459† \| \| 230 183 (+0,3 %) \| 230 183 (+0,3 %) \| \| 16 mai 2020 \| 27 563† \| \| 230 698 (+0,2 %) \| 230 698 (+0,2 %) \| \| 17 mai 2020 \| 27 650† \| \| 231 350 (+0,3 %) \| 231 350 (+0,3 %) \| \| 18 mai 2020 \| 27 709† \| \| 231 606 (+0,1 %)[note 3] \| 231 606 (+0,1 %)[note 3] \| \| 19 mai 2020 \| 27 778† \| \| 232 037 (+0,2 %) \| 232 037 (+0,2 %) \| \| 20 mai 2020 \| 27 778† \| \| 232 555 (+0,2 %) \| 232 555 (+0,2 %) \| \| 21 mai 2020 \| 27 940† \| \| 233 037 (+0,2 %) \| 233 037 (+0,2 %) \| \| 22 mai 2020 \| 28 628† \| \| 234 824 (+0,8 %) \| 234 824 (+0,8 %) \| \| 23 mai 2020 \| 28 678† \| \| 234 930 (+0,2 %) \| 234 930 (+0,2 %) \| \| 24 mai 2020 \| 28 752† \| \| 235 772 (+0,2 %) \| 235 772 (+0,2 %) \| \| 25 mai 2020 \| 26 834† \| \| 235 400 (−0,2 %)[note 4] \| 235 400 (−0,2 %)[note 4] \| \| 26 mai 2020 \| 27 117† \| \| 236 259 (+0,4 %) \| 236 259 (+0,4 %) \| \| 27 mai 2020 \| 27 118† \| \| 236 769 (+0,2 %) \| 236 769 (+0,2 %) \| \| 28 mai 2020 \| 27 119† \| \| 237 906 (+0,5 %) \| 237 906 (+0,5 %) \| \| 29 mai 2020 \| 27 121† \| \| 238 546 (+0,3 %) \| 238 546 (+0,3 %) \| \| 30 mai 2020 \| 27 119† \| \| 239 228 (+0,3 %) \| 239 228 (+0,3 %) \| \| 31 mai 2020 \| 27 127† \| \| 239 429 (+0,1 %) \| 239 429 (+0,1 %) \| \| 1er juin 2020 \| 27 127† \| \| 239 638 (+0,1 %) \| 239 638 (+0,1 %) \| \| 2 juin 2020 \| 27 127† \| \| 239 932 (+0,1 %) \| 239 932 (+0,1 %) \| \| 3 juin 2020 \| 27 128† \| \| 240 326 (+0,2 %) \| 240 326 (+0,2 %) \| \| 4 juin 2020 \| 27 133† \| \| 240 660 (+0,1 %) \| 240 660 (+0,1 %) \| \| 5 juin 2020 \| 27 134† \| \| 240 978 (+0,1 %) \| 240 978 (+0,1 %) \| \| 6 juin 2020 \| 27 135† \| \| 241 310 (+0,1 %) \| 241 310 (+0,1 %) \| \| 7 juin 2020 \| 27 136† \| \| 241 550 (+0,1 %)[note 5] \| 241 550 (+0,1 %)[note 5] \| \| 8 juin 2020 \| 27 136† \| \| 241 882 (+0,1 %) \| 241 882 (+0,1 %) \| \| 9 juin 2020 \| 27 136† \| \| 241 966 (+0 %) \| 241 966 (+0 %) \| \| 10 juin 2020 \| 27 136† \| \| 242 551 (+0,2 %) \| 242 551 (+0,2 %) \| \| 11 juin 2020 \| 27 136† \| \| 242 707 (+0,1 %) \| 242 707 (+0,1 %) \| \| 12 juin 2020 \| 27 136† \| \| 243 209 (+0,2 %) \| 243 209 (+0,2 %) \| \| 13 juin 2020 \| 27 136† \| \| 243 605 (+0,2 %) \| 243 605 (+0,2 %) \| \| 14 juin 2020 \| 27 136† \| \| 243 928 (+0,1 %) \| 243 928 (+0,1 %) \| \| 15 juin 2020 \| 27 136† \| \| 244 109 (+0,1 %) \| 244 109 (+0,1 %) \| \| 16 juin 2020 \| 27 136† \| \| 244 328 (+0,1 %) \| 244 328 (+0,1 %) \| \| 17 juin 2020 \| 27 136† \| \| 244 683 (+0,1 %) \| 244 683 (+0,1 %) \| \| 18 juin 2020 \| 27 136† \| \| 245 268 (+0,2 %) \| 245 268 (+0,2 %) \| \| 19 juin 2020 \| 28 315† \| \| 245 575 (+0,1 %) \| 245 575 (+0,1 %) \| \| 20 juin 2020 \| 28 322† \| \| 245 938 (+0,1 %) \| 245 938 (+0,1 %) \| \| 21 juin 2020 \| 28 323† \| \| 246 272 (+0,1 %) \| 246 272 (+0,1 %) \| \| 22 juin 2020 \| 28 324† \| \| 246 504 (+0,1 %) \| 246 504 (+0,1 %) \| \| 23 juin 2020 \| 28 325† \| \| 246 752 (+0,1 %) \| 246 752 (+0,1 %) \| \| 24 juin 2020 \| 28 327† \| \| 247 086 (+0,1 %) \| 247 086 (+0,1 %) \| \| 25 juin 2020 \| 28 330† \| \| 247 486 (+0,2 %) \| 247 486 (+0,2 %) \| \| 26 juin 2020 \| 28 338† \| \| 247 905 (+0,2 %) \| 247 905 (+0,2 %) \| \| 27 juin 2020 \| 28 341† \| \| 248 469 (+0,2 %) \| 248 469 (+0,2 %) \| \| 28 juin 2020 \| 28 343† \| \| 248 770 (+0,1 %) \| 248 770 (+0,1 %) \| \| 29 juin 2020 \| 28 346† \| \| 249 172 (+0,2 %) \| 249 172 (+0,2 %) \| \| 30 juin 2020 \| 28 355† \| \| 249 271 (+0 %) \| 249 271 (+0 %) \| \| 1er juillet 2020 \| 28 363† \| \| 249 659 (+0,2 %) \| 249 659 (+0,2 %) \| \| 2 juillet 2020 \| 28 385† \| \| 250 545 (+0,4 %) \| 250 545 (+0,4 %) \| \| 3 juillet 2020 \| 28 385† \| \| 250 545 (+0 %) \| 250 545 (+0 %) \| \| 4 juillet 2020 \| 28 385† \| \| 250 545 (+0 %) \| 250 545 (+0 %) \| \| 5 juillet 2020 \| 28 385† \| \| 250 545 (+0 %) \| 250 545 (+0 %) \| \| 6 juillet 2020 \| 28 388† \| \| 251 789 (+0,5 %) \| 251 789 (+0,5 %) \| \| 7 juillet 2020 \| 28 392† \| \| 252 130 (+0,1 %) \| 252 130 (+0,1 %) \| \| 8 juillet 2020 \| 28 396† \| \| 252 513 (+0,2 %) \| 252 513 (+0,2 %) \| \| 9 juillet 2020 \| 28 401† \| \| 253 056 (+0,2 %) \| 253 056 (+0,2 %) \| \| 10 juillet 2020 \| 28 403† \| \| 253 908 (+0,3 %) \| 253 908 (+0,3 %) \| \| 11 juillet 2020 \| 28 403† \| \| 253 908 (+0 %) \| 253 908 (+0 %) \| \| 12 juillet 2020 \| 28 403† \| \| 253 908 (+0 %) \| 253 908 (+0 %) \| \| 13 juillet 2020 \| 28 406† \| \| 253 953 (+0 %) \| 253 953 (+0 %) \| \| 14 juillet 2020 \| 28 409† \| \| 256 619 (+1 %) \| 256 619 (+1 %) \| \| 15 juillet 2020 \| 28 413† \| \| 257 494 (+0,3 %) \| 257 494 (+0,3 %) \| \| 16 juillet 2020 \| 28 416† \| \| 258 855 (+0,5 %) \| 258 855 (+0,5 %) \| \| 17 juillet 2020 \| 28 420† \| \| 259 627 (+0,3 %) \| 259 627 (+0,3 %) \| \| 18 juillet 2020 \| 28 420† \| \| 260 255 (+0,2 %) \| 260 255 (+0,2 %) \| \| 19 juillet 2020 \| 28 420† \| \| 264 151 (+1,5 %) \| 264 151 (+1,5 %) \| \| 20 juillet 2020 \| 28 422† \| \| 264 836 (+0,3 %) \| 264 836 (+0,3 %) \| \| 21 juillet 2020 \| 28 424† \| \| 266 194 (+0,5 %) \| 266 194 (+0,5 %) \| \| 22 juillet 2020 \| 28 426† \| \| 267 551 (+0,5 %) \| 267 551 (+0,5 %) \| \| 23 juillet 2020 \| 28 429† \| \| 270 166 (+1 %) \| 270 166 (+1 %) \| \| 24 juillet 2020 \| 28 432† \| \| 272 421 (+0,8 %) \| 272 421 (+0,8 %) \| \| 25 juillet 2020 \| 28 432† \| \| 272 421 (+0 %) \| 272 421 (+0 %) \| \| 26 juillet 2020 \| 28 432† \| \| 272 421 (+0 %) \| 272 421 (+0 %) \| \| 27 juillet 2020 \| 28 432† \| \| 272 421 (+0 %) \| 272 421 (+0 %) \| \| 28 juillet 2020 \| 28 436† \| \| 280 610 (+3 %) \| 280 610 (+3 %) \| \| 29 juillet 2020 \| 28 441† \| \| 282 641 (+0,7 %) \| 282 641 (+0,7 %) \| \| 30 juillet 2020 \| 28 443† \| \| 285 430 (+1 %) \| 285 430 (+1 %) \| \| 31 juillet 2020 \| 28 445† \| \| 288 512 (+1,1 %) \| 288 512 (+1,1 %) \| \| 1er août 2020 \| 28 445† \| \| 288 512 (+0 %) \| 288 512 (+0 %) \| \| 2 août 2020 \| 28 445† \| \| 288 512 (+0 %) \| 288 512 (+0 %) \| \| 3 août 2020 \| 28 472† \| \| 297 054 (+3 %) \| 297 054 (+3 %) \| \| 4 août 2020 \| 28 498† \| \| 302 814 (+1,9 %) \| 302 814 (+1,9 %) \| \| 5 août 2020 \| 28 499† \| \| 305 767 (+1 %) \| 305 767 (+1 %) \| \| 6 août 2020 \| 28 500† \| \| 309 855 (+1,3 %) \| 309 855 (+1,3 %) \| \| 7 août 2020 \| 28 503† \| \| 314 362 (+1,5 %) \| 314 362 (+1,5 %) \| \| 8 août 2020 \| 28 503† \| \| 314 362 (+0 %) \| 314 362 (+0 %) \| \| 9 août 2020 \| 28 503† \| \| 314 362 (+0 %) \| 314 362 (+0 %) \| \| 10 août 2020[note 6] \| 28 576† \| \| 322 980 (+2,7 %) \| 322 980 (+2,7 %) \| \| 11 août 2020 \| 28 581† \| \| 326 612 (+1,1 %) \| 326 612 (+1,1 %) \| \| 12 août 2020 \| 28 579† \| \| 329 784 (+1 %) \| 329 784 (+1 %) \| \| 13 août 2020 \| 28 605† \| \| 337 334 (+2,3 %) \| 337 334 (+2,3 %) \| \| 14 août 2020 \| 28 617† \| \| 342 813 (+1,6 %) \| 342 813 (+1,6 %) \| \| 15 août 2020 \| 28 617† \| \| 342 813 (+0 %) \| 342 813 (+0 %) \| \| 16 août 2020 \| 28 617† \| \| 342 813 (+0 %) \| 342 813 (+0 %) \| \| 17 août 2020 \| 28 646† \| \| 359 082 (+4,7 %) \| 359 082 (+4,7 %) \| \| 18 août 2020 \| 28 670† \| \| 364 196 (+1,4 %) \| 364 196 (+1,4 %) \| \| 19 août 2020 \| 28 797† \| \| 370 867 (+1,8 %) \| 370 867 (+1,8 %) \| \| 20 août 2020 \| 28 813† \| \| 377 906 (+1,9 %) \| 377 906 (+1,9 %) \| \| 21 août 2020 \| 28 838† \| \| 386 054 (+2,2 %) \| 386 054 (+2,2 %) \| \| 22 août 2020 \| 28 838† \| \| 386 054 (+0 %) \| 386 054 (+0 %) \| \| 23 août 2020 \| 28 838† \| \| 386 054 (+0 %) \| 386 054 (+0 %) \| \| 24 août 2020 \| 28 872† \| \| 405 436 (+5 %) \| 405 436 (+5 %) \| \| 25 août 2020 \| 28 924† \| \| 412 553 (+1,8 %) \| 412 553 (+1,8 %) \| \| 26 août 2020 \| 28 971† \| \| 419 849 (+1,8 %) \| 419 849 (+1,8 %) \| \| 27 août 2020 \| 28 996† \| \| 429 507 (+2,3 %) \| 429 507 (+2,3 %) \| \| 28 août 2020 \| 29 011† \| \| 439 286 (+2,3 %) \| 439 286 (+2,3 %) \| \| 29 août 2020 \| 29 011† \| \| 439 286 (+0 %) \| 439 286 (+0 %) \| \| 30 août 2020 \| 29 011† \| \| 439 286 (+0 %) \| 439 286 (+0 %) \| \| 31 août 2020 \| 29 094† \| \| 462 858 (+5,4 %) \| 462 858 (+5,4 %) \| \| 1er septembre 2020 \| 29 152† \| \| 470 973 (+1,8 %) \| 470 973 (+1,8 %) \| \| 2 septembre 2020 \| 29 194† \| \| 479 554 (+1,8 %) \| 479 554 (+1,8 %) \| \| 3 septembre 2020 \| 29 234† \| \| 488 513 (+1,9 %) \| 488 513 (+1,9 %) \| \| 4 septembre 2020 \| 29 418† \| \| 498 989 (+2,1 %) \| 498 989 (+2,1 %) \| \| 5 septembre 2020 \| 29 418† \| \| 498 989 (+0 %) \| 498 989 (+0 %) \| \| 6 septembre 2020 \| 29 418† \| \| 498 989 (+0 %) \| 498 989 (+0 %) \| \| 7 septembre 2020 \| 29 516† \| \| 525 549 (+5,3 %) \| 525 549 (+5,3 %) \| \| 8 septembre 2020 \| 29 516† \| \| 534 513 (+1,7 %) \| 534 513 (+1,7 %) \| \| 9 septembre 2020 \| 29 628† \| \| 543 379 (+1,7 %) \| 543 379 (+1,7 %) \| \| 10 septembre 2020 \| 29 699† \| \| 554 143 (+2 %) \| 554 143 (+2 %) \| \| 11 septembre 2020 \| 29 747† \| \| 566 326 (+2,2 %) \| 566 326 (+2,2 %) \| \| 12 septembre 2020 \| 29 747† \| \| 566 326 (+0 %) \| 566 326 (+0 %) \| \| 13 septembre 2020 \| 29 747† \| \| 566 326 (+0 %) \| 566 326 (+0 %) \| \| 14 septembre 2020 \| 29 848† \| \| 593 730 (+4,8 %) \| 593 730 (+4,8 %) \| \| 15 septembre 2020 \| 30 004† \| \| 603 167 (+1,6 %) \| 603 167 (+1,6 %) \| \| 16 septembre 2020 \| 30 243† \| \| 614 360 (+1,9 %) \| 614 360 (+1,9 %) \| \| 17 septembre 2020 \| 30 405† \| \| 625 651 (+1,8 %) \| 625 651 (+1,8 %) \| \| 18 septembre 2020 \| 30 495† \| \| 640 040 (+2,3 %) \| 640 040 (+2,3 %) \| \| 19 septembre 2020 \| 30 495† \| \| 640 040 (+0 %) \| 640 040 (+0 %) \| \| 20 septembre 2020 \| 30 495† \| \| 640 040 (+0 %) \| 640 040 (+0 %) \| \| 21 septembre 2020 \| 30 663† \| \| 671 468 (+4,9 %) \| 671 468 (+4,9 %) \| \| 22 septembre 2020 \| 30 904† \| \| 682 283 (+1,6 %) \| 682 283 (+1,6 %) \| \| 23 septembre 2020 \| 31 034† \| \| 693 570 (+1,7 %) \| 693 570 (+1,7 %) \| \| 24 septembre 2020 \| 31 118† \| \| 704 217 (+1,5 %) \| 704 217 (+1,5 %) \| \| 25 septembre 2020 \| 31 232† \| \| 716 481 (+1,7 %) \| 716 481 (+1,7 %) \| \| 26 septembre 2020 \| 31 232† \| \| 716 481 (+0 %) \| 716 481 (+0 %) \| \| 27 septembre 2020 \| 31 232† \| \| 716 481 (+0 %) \| 716 481 (+0 %) \| \| 28 septembre 2020 \| 31 411† \| \| 748 266 (+4,4 %) \| 748 266 (+4,4 %) \| \| 29 septembre 2020 \| 31 614† \| \| 758 172 (+1,3 %) \| 758 172 (+1,3 %) \| \| 30 septembre 2020 \| 31 791† \| \| 769 188 (+1,5 %) \| 769 188 (+1,5 %) \| \| 1er octobre 2020 \| 31 973† \| \| 778 607 (+1,2 %) \| 778 607 (+1,2 %) \| \| 2 octobre 2020 \| 32 086† \| \| 789 932 (+1,5 %) \| 789 932 (+1,5 %) \| \| 3 octobre 2020 \| 32 086† \| \| 789 932 (+0 %) \| 789 932 (+0 %) \| \| 4 octobre 2020 \| 32 086† \| \| 789 932 (+0 %) \| 789 932 (+0 %) \| \| 5 octobre 2020 \| 32 225† \| \| 813 412 (+3 %) \| 813 412 (+3 %) \| \| 6 octobre 2020 \| 32 486† \| \| 825 410 (+1,5 %) \| 825 410 (+1,5 %) \| \| 7 octobre 2020 \| 32 562† \| \| 835 901 (+1,3 %) \| 835 901 (+1,3 %) \| \| 8 octobre 2020 \| 32 688† \| \| 848 324 (+1,5 %) \| 848 324 (+1,5 %) \| \| 9 octobre 2020 \| 32 929† \| \| 861 112 (+1,5 %) \| 861 112 (+1,5 %) \| \| 10 octobre 2020 \| 32 929† \| \| 861 112 (+0 %) \| 861 112 (+0 %) \| \| 11 octobre 2020 \| 32 929† \| \| 861 112 (+0 %) \| 861 112 (+0 %) \| \| 12 octobre 2020 \| 33 124† \| \| 888 968 (+3,2 %) \| 888 968 (+3,2 %) \| \| 13 octobre 2020 \| 33 204† \| \| 896 086 (+0,8 %) \| 896 086 (+0,8 %) \| \| 14 octobre 2020 \| 33 413† \| \| 908 056 (+1,3 %) \| 908 056 (+1,3 %) \| \| 15 octobre 2020 \| 33 553† \| \| 921 374 (+1,5 %) \| 921 374 (+1,5 %) \| \| 16 octobre 2020 \| 33 775† \| \| 936 560 (+1,6 %) \| 936 560 (+1,6 %) \| \| 17 octobre 2020 \| 33 775† \| \| 936 560 (+0 %) \| 936 560 (+0 %) \| \| 18 octobre 2020 \| 33 775† \| \| 936 560 (+0 %) \| 936 560 (+0 %) \| \| 19 octobre 2020 \| 33 992† \| \| 974 449 (+4 %) \| 974 449 (+4 %) \| \| 20 octobre 2020 \| 34 210† \| \| 988 322 (+1,4 %) \| 988 322 (+1,4 %) \| \| 21 octobre 2020 \| 34 366† \| \| 1 005 295 (+1,7 %) \| 1 005 295 (+1,7 %) \| \| 22 octobre 2020 \| 34 521† \| \| 1 026 281 (+2,1 %) \| 1 026 281 (+2,1 %) \| \| 23 octobre 2020 \| 34 752† \| \| 1 046 132 (+1,9 %) \| 1 046 132 (+1,9 %) \| \| 24 octobre 2020 \| 34 752† \| \| 1 046 132 (+0 %) \| 1 046 132 (+0 %) \| \| 25 octobre 2020 \| 34 752† \| \| 1 046 132 (+0 %) \| 1 046 132 (+0 %) \| \| 26 octobre 2020 \| 35 031† \| \| 1 098 320 (+5 %) \| 1 098 320 (+5 %) \| \| 27 octobre 2020 \| 35 298† \| \| 1 116 738 (+1,7 %) \| 1 116 738 (+1,7 %) \| \| 28 octobre 2020 \| 35 466† \| \| 1 136 503 (+1,8 %) \| 1 136 503 (+1,8 %) \| \| 29 octobre 2020 \| 35 639† \| \| 1 160 083 (+2,1 %) \| 1 160 083 (+2,1 %) \| \| 30 octobre 2020 \| 35 878† \| \| 1 185 678 (+2,2 %) \| 1 185 678 (+2,2 %) \| \| 31 octobre 2020 \| 35 878† \| \| 1 185 678 (+0 %) \| 1 185 678 (+0 %) \| \| 1er novembre 2020 \| 35 878† \| \| 1 185 678 (+0 %) \| 1 185 678 (+0 %) \| \| 2 novembre 2020 \| 36 257† \| \| 1 240 697 (+4,6 %) \| 1 240 697 (+4,6 %) \| \| 3 novembre 2020 \| 36 495† \| \| 1 259 366 (+1,5 %) \| 1 259 366 (+1,5 %) \| \| 4 novembre 2020 \| 38 118† \| \| 1 284 408 (+2 %) \| 1 284 408 (+2 %) \| \| 5 novembre 2020 \| 38 486† \| \| 1 306 316 (+1,7 %) \| 1 306 316 (+1,7 %) \| \| 6 novembre 2020 \| 38 833† \| \| 1 328 832 (+1,7 %) \| 1 328 832 (+1,7 %) \| \| 7 novembre 2020 \| 38 833† \| \| 1 328 832 (+0 %) \| 1 328 832 (+0 %) \| \| 8 novembre 2020 \| 38 833† \| \| 1 328 832 (+0 %) \| 1 328 832 (+0 %) \| \| 9 novembre 2020 \| 39 345† \| \| 1 381 218 (+3,9 %) \| 1 381 218 (+3,9 %) \| \| 9 novembre 2020 \| 39 345† \| \| 1 381 218 (+3,9 %) \| 1 381 218 (+3,9 %) \| \| 10 novembre 2020 \| 39 756† \| \| 1 398 613 (+1,3 %) \| 1 398 613 (+1,3 %) \| \| 11 novembre 2020 \| 40 105† \| \| 1 417 709 (+1,4 %) \| 1 417 709 (+1,4 %) \| \| 12 novembre 2020 \| 40 461† \| \| 1 437 220 (+1,4 %) \| 1 437 220 (+1,4 %) \| \| 13 novembre 2020 \| 40 769† \| \| 1 458 591 (+1,5 %) \| 1 458 591 (+1,5 %) \| \| 14 novembre 2020 \| 40 769† \| \| 1 458 591 (+0 %) \| 1 458 591 (+0 %) \| \| 15 novembre 2020 \| 40 769† \| \| 1 458 591 (+0 %) \| 1 458 591 (+0 %) \| \| 16 novembre 2020 \| 41 253† \| \| 1 496 864 (+2,6 %) \| 1 496 864 (+2,6 %) \| \| 17 novembre 2020 \| 41 688† \| \| 1 510 023 (+0,9 %) \| 1 510 023 (+0,9 %) \| \| 18 novembre 2020 \| 42 039† \| \| 1 525 341 (+1 %) \| 1 525 341 (+1 %) \| \| 19 novembre 2020 \| 42 291† \| \| 1 541 574 (+1,1 %) \| 1 541 574 (+1,1 %) \| \| 20 novembre 2020 \| 42 619† \| \| 1 556 730 (+1 %) \| 1 556 730 (+1 %) \| \| 21 novembre 2020 \| 42 619† \| \| 1 556 730 (+0 %) \| 1 556 730 (+0 %) \| \| 22 novembre 2020 \| 42 619† \| \| 1 556 730 (+0 %) \| 1 556 730 (+0 %) \| \| 23 novembre 2020 \| 43 131† \| \| 1 582 616 (+1,7 %) \| 1 582 616 (+1,7 %) \| \| 24 novembre 2020 \| 43 668† \| \| 1 594 844 (+0,8 %) \| 1 594 844 (+0,8 %) \| \| 25 novembre 2020 \| 44 037† \| \| 1 605 066 (+0,6 %) \| 1 605 066 (+0,6 %) \| \| 26 novembre 2020 \| 44 374† \| \| 1 617 355 (+0,8 %) \| 1 617 355 (+0,8 %) \| \| 27 novembre 2020 \| 44 668† \| \| 1 628 208 (+0,7 %) \| 1 628 208 (+0,7 %) \| \| 28 novembre 2020 \| 44 668† \| \| 1 628 208 (+0 %) \| 1 628 208 (+0 %) \| \| 29 novembre 2020 \| 44 668† \| \| 1 628 208 (+0 %) \| 1 628 208 (+0 %) \| \| 30 novembre 2020 \| 45 069† \| \| 1 648 187 (+1,2 %) \| 1 648 187 (+1,2 %) \| \| 1er décembre 2020 \| 45 511† \| \| 1 656 444 (+0,5 %) \| 1 656 444 (+0,5 %) \| \| 2 décembre 2020 \| 45 784† \| \| 1 665 775 (+0,6 %) \| 1 665 775 (+0,6 %) \| \| 3 décembre 2020 \| 46 038† \| \| 1 675 902 (+0,6 %) \| 1 675 902 (+0,6 %) \| \| 4 décembre 2020 \| 46 252† \| \| 1 684 647 (+0,5 %) \| 1 684 647 (+0,5 %) \| \| 5 décembre 2020 \| 46 252† \| \| 1 684 647 (+0 %) \| 1 684 647 (+0 %) \| \| 6 décembre 2020 \| 46 252† \| \| 1 684 647 (+0 %) \| 1 684 647 (+0 %) \| \| 7 décembre 2020 \| 46 646† \| \| 1 702 328 (+1 %) \| 1 702 328 (+1 %) \| \| 8 décembre 2020 \| 46 646† \| \| 1 702 328 (+0 %) \| 1 702 328 (+0 %) \| \| 9 décembre 2020 \| 47 019† \| \| 1 712 101 (+0,6 %) \| 1 712 101 (+0,6 %) \| \| 10 décembre 2020 \| 47 344† \| \| 1 720 056 (+0,5 %) \| 1 720 056 (+0,5 %) \| \| 11 décembre 2020 \| 47 624† \| \| 1 730 575 (+0,6 %) \| 1 730 575 (+0,6 %) \| \| 12 décembre 2020 \| 47 624† \| \| 1 730 575 (+0 %) \| 1 730 575 (+0 %) \| \| 13 décembre 2020 \| 47 624† \| \| 1 730 575 (+0 %) \| 1 730 575 (+0 %) \| \| - Sources : RTVE * Nombre total de cas : morts, guéris et malades ; augmentation journalière en pourcentage. † Nombre de morts. Affichage par défaut des données des lundis. Notes: 1. ↑ Les données du 17 avril 2020 incluent des corrections du nombre de guérisons en Catalogne, d'où la réduction apparente du nombre total de guéris. 2. ↑ À compter du 26 avril 2020, le ministère de la santé espagnol ne communique plus que le nombre de cas positif par test PCR. Les autres cas positifs (hors tests PCR), jugés difficiles à interpréter, ont été retirés du nombre total d'infectés. 3. ↑ Le 18 mai 2020 est le dernier jour ou le ministère de la santé fournit le nombre de guéris. 4. ↑ Les données du 25 mai 2020 incluent des corrections sur la validation d'anciennes données. 5. ↑ A partir du 7 juin 2020 les données de mortalité ne sont plus actualisées systématiquement chaque jour 6. ↑ A partir du 10 août 2020 la source est celle de l'ECDC https://www.ecdc.europa.eu/en/publications-data/download-todays-data-geographic-distribution-covid-19-cases-worldwide v · m \| \| \| \| \| |                 |  |                    |                    |
| Cas de COVID-19 en Espagne (augmentation journalière en %) |                 |  |                    |                    |
| Morts Guérisons Autres cas Janvier Janvier Février Février Mars Mars Avril Avril Mai Mai Juin Juin Juillet Juillet Aout Aout Septembre Septembre Octobre Octobre Novembre Novembre Décembre Décembre |                 |  |                    |                    |
| Date |                 |  | Nombre de cas *    |                    |
| 31 janvier 2020 | 31 janvier 2020 |  | 1                  | 1                  |
| ⢸ | ⢸               |  | ⢸                  | ⢸                  |
| 9 février 2020 | 9 février 2020  |  | 2 (+100%)          | 2 (+100%)          |
| ⢸ | ⢸               |  | ⢸                  | ⢸                  |
| 13 février 2020 | 1†              |  | 3 (+50%)           | 3 (+50%)           |
| ⢸ | ⢸               |  | ⢸                  | ⢸                  |
| 24 février 2020 | 1†              |  | 4 (+33%)           | 4 (+33%)           |
| 25 février 2020 | 1†              |  | 8 (+100%)          | 8 (+100%)          |
| 26 février 2020 | 1†              |  | 14 (+75%)          | 14 (+75%)          |
| 27 février 2020 | 1†              |  | 26 (+86%)          | 26 (+86%)          |
| 28 février 2020 | 1†              |  | 35 (+73%)          | 35 (+73%)          |
| 29 février 2020 | 1†              |  | 59 (+31%)          | 59 (+31%)          |
| 1er mars 2020 | 1†              |  | 84 (+42%)          | 84 (+42%)          |
| 2 mars 2020 | 1†              |  | 125 (+49%)         | 125 (+49%)         |
| 3 mars 2020 | 1†              |  | 169 (+45%)         | 169 (+45%)         |
| 4 mars 2020 | 2†              |  | 228 (+35%)         | 228 (+35%)         |
| 5 mars 2020 | 3†              |  | 282 (+24%)         | 282 (+24%)         |
| 6 mars 2020 | 5†              |  | 365 (+29%)         | 365 (+29%)         |
| 7 mars 2020 | 10†             |  | 430 (+18%)         | 430 (+18%)         |
| 8 mars 2020 | 17†             |  | 674 (+57%)         | 674 (+57%)         |
| 9 mars 2020 | 30†             |  | 1 231 (+83%)       | 1 231 (+83%)       |
| 10 mars 2020 | 36†             |  | 1 695 (+38%)       | 1 695 (+38%)       |
| 11 mars 2020 | 55†             |  | 2 277 (+34%)       | 2 277 (+34%)       |
| 12 mars 2020 | 87†             |  | 3 146 (+38%)       | 3 146 (+38%)       |
| 13 mars 2020 | 133†            |  | 5 232 (+43%)       | 5 232 (+43%)       |
| Samedi 14 mars 2020 : Début du confinement |                 |  |                    |                    |
| 14 mars 2020 | 196†            |  | 6 391 (+36%)       | 6 391 (+36%)       |
| 15 mars 2020 | 288†            |  | 7 553 (+35%)       | 7 553 (+35%)       |
| 16 mars 2020 | 309†            |  | 9 191 (+19%)       | 9 191 (+19%)       |
| 17 mars 2020 | 491†            |  | 11 178 (+22%)      | 11 178 (+22%)      |
| 18 mars 2020 | 598†            |  | 13 716 (+23%)      | 13 716 (+23%)      |
| 19 mars 2020 | 767†            |  | 17 147 (+25%)      | 17 147 (+25%)      |
| 20 mars 2020 | 1 093†          |  | 20 071 (+19%)      | 20 071 (+19%)      |
| 21 mars 2020 | 1 381†          |  | 29 002 (+26%)      | 29 002 (+26%)      |
| 22 mars 2020 | 1 772†          |  | 29 843 (+28%)      | 29 843 (+28%)      |
| 23 mars 2020 | 2 182†          |  | 33 089 (+11%)      | 33 089 (+11%)      |
| 24 mars 2020 | 2 692†          |  | 39 669 (+19%)      | 39 669 (+19%)      |
| 25 mars 2020 | 3 434†          |  | 47 610 (+20%)      | 47 610 (+20%)      |
| 26 mars 2020 | 4 089†          |  | 56 188 (+18%)      | 56 188 (+18%)      |
| 27 mars 2020 | 4 858†          |  | 64 059 (+14%)      | 64 059 (+14%)      |
| 28 mars 2020 | 5 690†          |  | 72 248 (+12%)      | 72 248 (+12%)      |
| 29 mars 2020 | 6 528†          |  | 78 795 (+12%)      | 78 795 (+12%)      |
| 30 mars 2020 | 7 340†          |  | 85 195 (+8%)       | 85 195 (+8%)       |
| 31 mars 2020 | 8 189†          |  | 94 417 (+10%)      | 94 417 (+10%)      |
| 1er avril 2020 | 9 053†          |  | 102 136 (+8,2 %)   | 102 136 (+8,2 %)   |
| 2 avril 2020 | 10 003†         |  | 110 238 (+7,9 %)   | 110 238 (+7,9 %)   |
| 3 avril 2020 | 10 935†         |  | 117 710 (+6,8 %)   | 117 710 (+6,8 %)   |
| 4 avril 2020 | 11 744†         |  | 124 736 (+6 %)     | 124 736 (+6 %)     |
| 5 avril 2020 | 12 418†         |  | 130 759 (+4,8 %)   | 130 759 (+4,8 %)   |
| 6 avril 2020 | 13 055†         |  | 135 032 (+3,3 %)   | 135 032 (+3,3 %)   |
| 7 avril 2020 | 13 798†         |  | 140 510 (+4,1 %)   | 140 510 (+4,1 %)   |
| 8 avril 2020 | 14 555†         |  | 146 690 (+4 %)     | 146 690 (+4 %)     |
| 9 avril 2020 | 15 238†         |  | 152 446 (+3,9 %)   | 152 446 (+3,9 %)   |
| 10 avril 2020 | 15 843†         |  | 157 022 (+3 %)     | 157 022 (+3 %)     |
| 11 avril 2020 | 16 353†         |  | 161 852 (+3,1 %)   | 161 852 (+3,1 %)   |
| 12 avril 2020 | 16 972†         |  | 166 019 (+2,6 %)   | 166 019 (+2,6 %)   |
| 13 avril 2020 | 17 489†         |  | 169 196 (+2,1 %)   | 169 196 (+2,1 %)   |
| 14 avril 2020 | 18 056†         |  | 172 541 (+1,8 %)   | 172 541 (+1,8 %)   |
| 15 avril 2020 | 18 579†         |  | 177 633 (+3 %)     | 177 633 (+3 %)     |
| 16 avril 2020 | 19 130†         |  | 182 816 (+2,9 %)   | 182 816 (+2,9 %)   |
| 17 avril 2020 | 19 478†         |  | 188 068 (+2,9 %)   | 188 068 (+2,9 %)   |
| 18 avril 2020 | 20 043†         |  | 191 726 (+1,9 %)   | 191 726 (+1,9 %)   |
| 19 avril 2020 | 20 453†         |  | 195 944 (+2,2 %)   | 195 944 (+2,2 %)   |
| 20 avril 2020 | 20 852†         |  | 200 210 (+2,2 %)   | 200 210 (+2,2 %)   |
| 21 avril 2020 | 21 282†         |  | 204 178 (+2 %)     | 204 178 (+2 %)     |
| 22 avril 2020 | 21 717†         |  | 208 389 (+2,1 %)   | 208 389 (+2,1 %)   |
| 23 avril 2020 | 22 157†         |  | 213 024 (+2,2 %)   | 213 024 (+2,2 %)   |
| 24 avril 2020 | 22 524†         |  | 219 764 (+3,2 %)   | 219 764 (+3,2 %)   |
| 25 avril 2020 | 22 902†         |  | 223 759 (+1,8 %)   | 223 759 (+1,8 %)   |
| 26 avril 2020 | 23 190†         |  | 207 634 (−7,2 %)   | 207 634 (−7,2 %)   |
| 27 avril 2020 | 23 521†         |  | 209 465 (+0,9 %)   | 209 465 (+0,9 %)   |
| 28 avril 2020 | 23 882†         |  | 210 743 (+0,6 %)   | 210 743 (+0,6 %)   |
| 29 avril 2020 | 24 275†         |  | 212 917 (+1,6 %)   | 212 917 (+1,6 %)   |
| 30 avril 2020 | 24 543†         |  | 213 435 (+0,2 %)   | 213 435 (+0,2 %)   |
| 1er mai 2020 | 24 824†         |  | 215 216 (+0,8 %)   | 215 216 (+0,8 %)   |
| 2 mai 2020 | 25 100†         |  | 216 582 (+0,6 %)   | 216 582 (+0,6 %)   |
| 3 mai 2020 | 25 264†         |  | 217 466 (+0,4 %)   | 217 466 (+0,4 %)   |
| 4 mai 2020 | 25 428†         |  | 218 011 (+0,3 %)   | 218 011 (+0,3 %)   |
| 5 mai 2020 | 25 613†         |  | 219 329 (+0,6 %)   | 219 329 (+0,6 %)   |
| 6 mai 2020 | 25 857†         |  | 220 325 (+0,5 %)   | 220 325 (+0,5 %)   |
| 7 mai 2020 | 26 070†         |  | 221 447 (+0,5 %)   | 221 447 (+0,5 %)   |
| 8 mai 2020 | 26 299†         |  | 222 857 (+0,6 %)   | 222 857 (+0,6 %)   |
| 9 mai 2020 | 26 478†         |  | 223 578 (+0,3 %)   | 223 578 (+0,3 %)   |
| 10 mai 2020 | 26 621†         |  | 224 390 (+0,4 %)   | 224 390 (+0,4 %)   |
| 11 mai 2020 | 26 744†         |  | 227 436 (+1,4 %)   | 227 436 (+1,4 %)   |
| 12 mai 2020 | 26 920†         |  | 228 030 (+0,3 %)   | 228 030 (+0,3 %)   |
| 13 mai 2020 | 27 104†         |  | 228 691 (+0,3 %)   | 228 691 (+0,3 %)   |
| 14 mai 2020 | 27 321†         |  | 229 540 (+0,4 %)   | 229 540 (+0,4 %)   |
| 15 mai 2020 | 27 459†         |  | 230 183 (+0,3 %)   | 230 183 (+0,3 %)   |
| 16 mai 2020 | 27 563†         |  | 230 698 (+0,2 %)   | 230 698 (+0,2 %)   |
| 17 mai 2020 | 27 650†         |  | 231 350 (+0,3 %)   | 231 350 (+0,3 %)   |
| 18 mai 2020 | 27 709†         |  | 231 606 (+0,1 %)   | 231 606 (+0,1 %)   |
| 19 mai 2020 | 27 778†         |  | 232 037 (+0,2 %)   | 232 037 (+0,2 %)   |
| 20 mai 2020 | 27 778†         |  | 232 555 (+0,2 %)   | 232 555 (+0,2 %)   |
| 21 mai 2020 | 27 940†         |  | 233 037 (+0,2 %)   | 233 037 (+0,2 %)   |
| 22 mai 2020 | 28 628†         |  | 234 824 (+0,8 %)   | 234 824 (+0,8 %)   |
| 23 mai 2020 | 28 678†         |  | 234 930 (+0,2 %)   | 234 930 (+0,2 %)   |
| 24 mai 2020 | 28 752†         |  | 235 772 (+0,2 %)   | 235 772 (+0,2 %)   |
| 25 mai 2020 | 26 834†         |  | 235 400 (−0,2 %)   | 235 400 (−0,2 %)   |
| 26 mai 2020 | 27 117†         |  | 236 259 (+0,4 %)   | 236 259 (+0,4 %)   |
| 27 mai 2020 | 27 118†         |  | 236 769 (+0,2 %)   | 236 769 (+0,2 %)   |
| 28 mai 2020 | 27 119†         |  | 237 906 (+0,5 %)   | 237 906 (+0,5 %)   |
| 29 mai 2020 | 27 121†         |  | 238 546 (+0,3 %)   | 238 546 (+0,3 %)   |
| 30 mai 2020 | 27 119†         |  | 239 228 (+0,3 %)   | 239 228 (+0,3 %)   |
| 31 mai 2020 | 27 127†         |  | 239 429 (+0,1 %)   | 239 429 (+0,1 %)   |
| 1er juin 2020 | 27 127†         |  | 239 638 (+0,1 %)   | 239 638 (+0,1 %)   |
| 2 juin 2020 | 27 127†         |  | 239 932 (+0,1 %)   | 239 932 (+0,1 %)   |
| 3 juin 2020 | 27 128†         |  | 240 326 (+0,2 %)   | 240 326 (+0,2 %)   |
| 4 juin 2020 | 27 133†         |  | 240 660 (+0,1 %)   | 240 660 (+0,1 %)   |
| 5 juin 2020 | 27 134†         |  | 240 978 (+0,1 %)   | 240 978 (+0,1 %)   |
| 6 juin 2020 | 27 135†         |  | 241 310 (+0,1 %)   | 241 310 (+0,1 %)   |
| 7 juin 2020 | 27 136†         |  | 241 550 (+0,1 %)   | 241 550 (+0,1 %)   |
| 8 juin 2020 | 27 136†         |  | 241 882 (+0,1 %)   | 241 882 (+0,1 %)   |
| 9 juin 2020 | 27 136†         |  | 241 966 (+0 %)     | 241 966 (+0 %)     |
| 10 juin 2020 | 27 136†         |  | 242 551 (+0,2 %)   | 242 551 (+0,2 %)   |
| 11 juin 2020 | 27 136†         |  | 242 707 (+0,1 %)   | 242 707 (+0,1 %)   |
| 12 juin 2020 | 27 136†         |  | 243 209 (+0,2 %)   | 243 209 (+0,2 %)   |
| 13 juin 2020 | 27 136†         |  | 243 605 (+0,2 %)   | 243 605 (+0,2 %)   |
| 14 juin 2020 | 27 136†         |  | 243 928 (+0,1 %)   | 243 928 (+0,1 %)   |
| 15 juin 2020 | 27 136†         |  | 244 109 (+0,1 %)   | 244 109 (+0,1 %)   |
| 16 juin 2020 | 27 136†         |  | 244 328 (+0,1 %)   | 244 328 (+0,1 %)   |
| 17 juin 2020 | 27 136†         |  | 244 683 (+0,1 %)   | 244 683 (+0,1 %)   |
| 18 juin 2020 | 27 136†         |  | 245 268 (+0,2 %)   | 245 268 (+0,2 %)   |
| 19 juin 2020 | 28 315†         |  | 245 575 (+0,1 %)   | 245 575 (+0,1 %)   |
| 20 juin 2020 | 28 322†         |  | 245 938 (+0,1 %)   | 245 938 (+0,1 %)   |
| 21 juin 2020 | 28 323†         |  | 246 272 (+0,1 %)   | 246 272 (+0,1 %)   |
| 22 juin 2020 | 28 324†         |  | 246 504 (+0,1 %)   | 246 504 (+0,1 %)   |
| 23 juin 2020 | 28 325†         |  | 246 752 (+0,1 %)   | 246 752 (+0,1 %)   |
| 24 juin 2020 | 28 327†         |  | 247 086 (+0,1 %)   | 247 086 (+0,1 %)   |
| 25 juin 2020 | 28 330†         |  | 247 486 (+0,2 %)   | 247 486 (+0,2 %)   |
| 26 juin 2020 | 28 338†         |  | 247 905 (+0,2 %)   | 247 905 (+0,2 %)   |
| 27 juin 2020 | 28 341†         |  | 248 469 (+0,2 %)   | 248 469 (+0,2 %)   |
| 28 juin 2020 | 28 343†         |  | 248 770 (+0,1 %)   | 248 770 (+0,1 %)   |
| 29 juin 2020 | 28 346†         |  | 249 172 (+0,2 %)   | 249 172 (+0,2 %)   |
| 30 juin 2020 | 28 355†         |  | 249 271 (+0 %)     | 249 271 (+0 %)     |
| 1er juillet 2020 | 28 363†         |  | 249 659 (+0,2 %)   | 249 659 (+0,2 %)   |
| 2 juillet 2020 | 28 385†         |  | 250 545 (+0,4 %)   | 250 545 (+0,4 %)   |
| 3 juillet 2020 | 28 385†         |  | 250 545 (+0 %)     | 250 545 (+0 %)     |
| 4 juillet 2020 | 28 385†         |  | 250 545 (+0 %)     | 250 545 (+0 %)     |
| 5 juillet 2020 | 28 385†         |  | 250 545 (+0 %)     | 250 545 (+0 %)     |
| 6 juillet 2020 | 28 388†         |  | 251 789 (+0,5 %)   | 251 789 (+0,5 %)   |
| 7 juillet 2020 | 28 392†         |  | 252 130 (+0,1 %)   | 252 130 (+0,1 %)   |
| 8 juillet 2020 | 28 396†         |  | 252 513 (+0,2 %)   | 252 513 (+0,2 %)   |
| 9 juillet 2020 | 28 401†         |  | 253 056 (+0,2 %)   | 253 056 (+0,2 %)   |
| 10 juillet 2020 | 28 403†         |  | 253 908 (+0,3 %)   | 253 908 (+0,3 %)   |
| 11 juillet 2020 | 28 403†         |  | 253 908 (+0 %)     | 253 908 (+0 %)     |
| 12 juillet 2020 | 28 403†         |  | 253 908 (+0 %)     | 253 908 (+0 %)     |
| 13 juillet 2020 | 28 406†         |  | 253 953 (+0 %)     | 253 953 (+0 %)     |
| 14 juillet 2020 | 28 409†         |  | 256 619 (+1 %)     | 256 619 (+1 %)     |
| 15 juillet 2020 | 28 413†         |  | 257 494 (+0,3 %)   | 257 494 (+0,3 %)   |
| 16 juillet 2020 | 28 416†         |  | 258 855 (+0,5 %)   | 258 855 (+0,5 %)   |
| 17 juillet 2020 | 28 420†         |  | 259 627 (+0,3 %)   | 259 627 (+0,3 %)   |
| 18 juillet 2020 | 28 420†         |  | 260 255 (+0,2 %)   | 260 255 (+0,2 %)   |
| 19 juillet 2020 | 28 420†         |  | 264 151 (+1,5 %)   | 264 151 (+1,5 %)   |
| 20 juillet 2020 | 28 422†         |  | 264 836 (+0,3 %)   | 264 836 (+0,3 %)   |
| 21 juillet 2020 | 28 424†         |  | 266 194 (+0,5 %)   | 266 194 (+0,5 %)   |
| 22 juillet 2020 | 28 426†         |  | 267 551 (+0,5 %)   | 267 551 (+0,5 %)   |
| 23 juillet 2020 | 28 429†         |  | 270 166 (+1 %)     | 270 166 (+1 %)     |
| 24 juillet 2020 | 28 432†         |  | 272 421 (+0,8 %)   | 272 421 (+0,8 %)   |
| 25 juillet 2020 | 28 432†         |  | 272 421 (+0 %)     | 272 421 (+0 %)     |
| 26 juillet 2020 | 28 432†         |  | 272 421 (+0 %)     | 272 421 (+0 %)     |
| 27 juillet 2020 | 28 432†         |  | 272 421 (+0 %)     | 272 421 (+0 %)     |
| 28 juillet 2020 | 28 436†         |  | 280 610 (+3 %)     | 280 610 (+3 %)     |
| 29 juillet 2020 | 28 441†         |  | 282 641 (+0,7 %)   | 282 641 (+0,7 %)   |
| 30 juillet 2020 | 28 443†         |  | 285 430 (+1 %)     | 285 430 (+1 %)     |
| 31 juillet 2020 | 28 445†         |  | 288 512 (+1,1 %)   | 288 512 (+1,1 %)   |
| 1er août 2020 | 28 445†         |  | 288 512 (+0 %)     | 288 512 (+0 %)     |
| 2 août 2020 | 28 445†         |  | 288 512 (+0 %)     | 288 512 (+0 %)     |
| 3 août 2020 | 28 472†         |  | 297 054 (+3 %)     | 297 054 (+3 %)     |
| 4 août 2020 | 28 498†         |  | 302 814 (+1,9 %)   | 302 814 (+1,9 %)   |
| 5 août 2020 | 28 499†         |  | 305 767 (+1 %)     | 305 767 (+1 %)     |
| 6 août 2020 | 28 500†         |  | 309 855 (+1,3 %)   | 309 855 (+1,3 %)   |
| 7 août 2020 | 28 503†         |  | 314 362 (+1,5 %)   | 314 362 (+1,5 %)   |
| 8 août 2020 | 28 503†         |  | 314 362 (+0 %)     | 314 362 (+0 %)     |
| 9 août 2020 | 28 503†         |  | 314 362 (+0 %)     | 314 362 (+0 %)     |
| 10 août 2020 | 28 576†         |  | 322 980 (+2,7 %)   | 322 980 (+2,7 %)   |
| 11 août 2020 | 28 581†         |  | 326 612 (+1,1 %)   | 326 612 (+1,1 %)   |
| 12 août 2020 | 28 579†         |  | 329 784 (+1 %)     | 329 784 (+1 %)     |
| 13 août 2020 | 28 605†         |  | 337 334 (+2,3 %)   | 337 334 (+2,3 %)   |
| 14 août 2020 | 28 617†         |  | 342 813 (+1,6 %)   | 342 813 (+1,6 %)   |
| 15 août 2020 | 28 617†         |  | 342 813 (+0 %)     | 342 813 (+0 %)     |
| 16 août 2020 | 28 617†         |  | 342 813 (+0 %)     | 342 813 (+0 %)     |
| 17 août 2020 | 28 646†         |  | 359 082 (+4,7 %)   | 359 082 (+4,7 %)   |
| 18 août 2020 | 28 670†         |  | 364 196 (+1,4 %)   | 364 196 (+1,4 %)   |
| 19 août 2020 | 28 797†         |  | 370 867 (+1,8 %)   | 370 867 (+1,8 %)   |
| 20 août 2020 | 28 813†         |  | 377 906 (+1,9 %)   | 377 906 (+1,9 %)   |
| 21 août 2020 | 28 838†         |  | 386 054 (+2,2 %)   | 386 054 (+2,2 %)   |
| 22 août 2020 | 28 838†         |  | 386 054 (+0 %)     | 386 054 (+0 %)     |
| 23 août 2020 | 28 838†         |  | 386 054 (+0 %)     | 386 054 (+0 %)     |
| 24 août 2020 | 28 872†         |  | 405 436 (+5 %)     | 405 436 (+5 %)     |
| 25 août 2020 | 28 924†         |  | 412 553 (+1,8 %)   | 412 553 (+1,8 %)   |
| 26 août 2020 | 28 971†         |  | 419 849 (+1,8 %)   | 419 849 (+1,8 %)   |
| 27 août 2020 | 28 996†         |  | 429 507 (+2,3 %)   | 429 507 (+2,3 %)   |
| 28 août 2020 | 29 011†         |  | 439 286 (+2,3 %)   | 439 286 (+2,3 %)   |
| 29 août 2020 | 29 011†         |  | 439 286 (+0 %)     | 439 286 (+0 %)     |
| 30 août 2020 | 29 011†         |  | 439 286 (+0 %)     | 439 286 (+0 %)     |
| 31 août 2020 | 29 094†         |  | 462 858 (+5,4 %)   | 462 858 (+5,4 %)   |
| 1er septembre 2020 | 29 152†         |  | 470 973 (+1,8 %)   | 470 973 (+1,8 %)   |
| 2 septembre 2020 | 29 194†         |  | 479 554 (+1,8 %)   | 479 554 (+1,8 %)   |
| 3 septembre 2020 | 29 234†         |  | 488 513 (+1,9 %)   | 488 513 (+1,9 %)   |
| 4 septembre 2020 | 29 418†         |  | 498 989 (+2,1 %)   | 498 989 (+2,1 %)   |
| 5 septembre 2020 | 29 418†         |  | 498 989 (+0 %)     | 498 989 (+0 %)     |
| 6 septembre 2020 | 29 418†         |  | 498 989 (+0 %)     | 498 989 (+0 %)     |
| 7 septembre 2020 | 29 516†         |  | 525 549 (+5,3 %)   | 525 549 (+5,3 %)   |
| 8 septembre 2020 | 29 516†         |  | 534 513 (+1,7 %)   | 534 513 (+1,7 %)   |
| 9 septembre 2020 | 29 628†         |  | 543 379 (+1,7 %)   | 543 379 (+1,7 %)   |
| 10 septembre 2020 | 29 699†         |  | 554 143 (+2 %)     | 554 143 (+2 %)     |
| 11 septembre 2020 | 29 747†         |  | 566 326 (+2,2 %)   | 566 326 (+2,2 %)   |
| 12 septembre 2020 | 29 747†         |  | 566 326 (+0 %)     | 566 326 (+0 %)     |
| 13 septembre 2020 | 29 747†         |  | 566 326 (+0 %)     | 566 326 (+0 %)     |
| 14 septembre 2020 | 29 848†         |  | 593 730 (+4,8 %)   | 593 730 (+4,8 %)   |
| 15 septembre 2020 | 30 004†         |  | 603 167 (+1,6 %)   | 603 167 (+1,6 %)   |
| 16 septembre 2020 | 30 243†         |  | 614 360 (+1,9 %)   | 614 360 (+1,9 %)   |
| 17 septembre 2020 | 30 405†         |  | 625 651 (+1,8 %)   | 625 651 (+1,8 %)   |
| 18 septembre 2020 | 30 495†         |  | 640 040 (+2,3 %)   | 640 040 (+2,3 %)   |
| 19 septembre 2020 | 30 495†         |  | 640 040 (+0 %)     | 640 040 (+0 %)     |
| 20 septembre 2020 | 30 495†         |  | 640 040 (+0 %)     | 640 040 (+0 %)     |
| 21 septembre 2020 | 30 663†         |  | 671 468 (+4,9 %)   | 671 468 (+4,9 %)   |
| 22 septembre 2020 | 30 904†         |  | 682 283 (+1,6 %)   | 682 283 (+1,6 %)   |
| 23 septembre 2020 | 31 034†         |  | 693 570 (+1,7 %)   | 693 570 (+1,7 %)   |
| 24 septembre 2020 | 31 118†         |  | 704 217 (+1,5 %)   | 704 217 (+1,5 %)   |
| 25 septembre 2020 | 31 232†         |  | 716 481 (+1,7 %)   | 716 481 (+1,7 %)   |
| 26 septembre 2020 | 31 232†         |  | 716 481 (+0 %)     | 716 481 (+0 %)     |
| 27 septembre 2020 | 31 232†         |  | 716 481 (+0 %)     | 716 481 (+0 %)     |
| 28 septembre 2020 | 31 411†         |  | 748 266 (+4,4 %)   | 748 266 (+4,4 %)   |
| 29 septembre 2020 | 31 614†         |  | 758 172 (+1,3 %)   | 758 172 (+1,3 %)   |
| 30 septembre 2020 | 31 791†         |  | 769 188 (+1,5 %)   | 769 188 (+1,5 %)   |
| 1er octobre 2020 | 31 973†         |  | 778 607 (+1,2 %)   | 778 607 (+1,2 %)   |
| 2 octobre 2020 | 32 086†         |  | 789 932 (+1,5 %)   | 789 932 (+1,5 %)   |
| 3 octobre 2020 | 32 086†         |  | 789 932 (+0 %)     | 789 932 (+0 %)     |
| 4 octobre 2020 | 32 086†         |  | 789 932 (+0 %)     | 789 932 (+0 %)     |
| 5 octobre 2020 | 32 225†         |  | 813 412 (+3 %)     | 813 412 (+3 %)     |
| 6 octobre 2020 | 32 486†         |  | 825 410 (+1,5 %)   | 825 410 (+1,5 %)   |
| 7 octobre 2020 | 32 562†         |  | 835 901 (+1,3 %)   | 835 901 (+1,3 %)   |
| 8 octobre 2020 | 32 688†         |  | 848 324 (+1,5 %)   | 848 324 (+1,5 %)   |
| 9 octobre 2020 | 32 929†         |  | 861 112 (+1,5 %)   | 861 112 (+1,5 %)   |
| 10 octobre 2020 | 32 929†         |  | 861 112 (+0 %)     | 861 112 (+0 %)     |
| 11 octobre 2020 | 32 929†         |  | 861 112 (+0 %)     | 861 112 (+0 %)     |
| 12 octobre 2020 | 33 124†         |  | 888 968 (+3,2 %)   | 888 968 (+3,2 %)   |
| 13 octobre 2020 | 33 204†         |  | 896 086 (+0,8 %)   | 896 086 (+0,8 %)   |
| 14 octobre 2020 | 33 413†         |  | 908 056 (+1,3 %)   | 908 056 (+1,3 %)   |
| 15 octobre 2020 | 33 553†         |  | 921 374 (+1,5 %)   | 921 374 (+1,5 %)   |
| 16 octobre 2020 | 33 775†         |  | 936 560 (+1,6 %)   | 936 560 (+1,6 %)   |
| 17 octobre 2020 | 33 775†         |  | 936 560 (+0 %)     | 936 560 (+0 %)     |
| 18 octobre 2020 | 33 775†         |  | 936 560 (+0 %)     | 936 560 (+0 %)     |
| 19 octobre 2020 | 33 992†         |  | 974 449 (+4 %)     | 974 449 (+4 %)     |
| 20 octobre 2020 | 34 210†         |  | 988 322 (+1,4 %)   | 988 322 (+1,4 %)   |
| 21 octobre 2020 | 34 366†         |  | 1 005 295 (+1,7 %) | 1 005 295 (+1,7 %) |
| 22 octobre 2020 | 34 521†         |  | 1 026 281 (+2,1 %) | 1 026 281 (+2,1 %) |
| 23 octobre 2020 | 34 752†         |  | 1 046 132 (+1,9 %) | 1 046 132 (+1,9 %) |
| 24 octobre 2020 | 34 752†         |  | 1 046 132 (+0 %)   | 1 046 132 (+0 %)   |
| 25 octobre 2020 | 34 752†         |  | 1 046 132 (+0 %)   | 1 046 132 (+0 %)   |
| 26 octobre 2020 | 35 031†         |  | 1 098 320 (+5 %)   | 1 098 320 (+5 %)   |
| 27 octobre 2020 | 35 298†         |  | 1 116 738 (+1,7 %) | 1 116 738 (+1,7 %) |
| 28 octobre 2020 | 35 466†         |  | 1 136 503 (+1,8 %) | 1 136 503 (+1,8 %) |
| 29 octobre 2020 | 35 639†         |  | 1 160 083 (+2,1 %) | 1 160 083 (+2,1 %) |
| 30 octobre 2020 | 35 878†         |  | 1 185 678 (+2,2 %) | 1 185 678 (+2,2 %) |
| 31 octobre 2020 | 35 878†         |  | 1 185 678 (+0 %)   | 1 185 678 (+0 %)   |
| 1er novembre 2020 | 35 878†         |  | 1 185 678 (+0 %)   | 1 185 678 (+0 %)   |
| 2 novembre 2020 | 36 257†         |  | 1 240 697 (+4,6 %) | 1 240 697 (+4,6 %) |
| 3 novembre 2020 | 36 495†         |  | 1 259 366 (+1,5 %) | 1 259 366 (+1,5 %) |
| 4 novembre 2020 | 38 118†         |  | 1 284 408 (+2 %)   | 1 284 408 (+2 %)   |
| 5 novembre 2020 | 38 486†         |  | 1 306 316 (+1,7 %) | 1 306 316 (+1,7 %) |
| 6 novembre 2020 | 38 833†         |  | 1 328 832 (+1,7 %) | 1 328 832 (+1,7 %) |
| 7 novembre 2020 | 38 833†         |  | 1 328 832 (+0 %)   | 1 328 832 (+0 %)   |
| 8 novembre 2020 | 38 833†         |  | 1 328 832 (+0 %)   | 1 328 832 (+0 %)   |
| 9 novembre 2020 | 39 345†         |  | 1 381 218 (+3,9 %) | 1 381 218 (+3,9 %) |
| 9 novembre 2020 | 39 345†         |  | 1 381 218 (+3,9 %) | 1 381 218 (+3,9 %) |
| 10 novembre 2020 | 39 756†         |  | 1 398 613 (+1,3 %) | 1 398 613 (+1,3 %) |
| 11 novembre 2020 | 40 105†         |  | 1 417 709 (+1,4 %) | 1 417 709 (+1,4 %) |
| 12 novembre 2020 | 40 461†         |  | 1 437 220 (+1,4 %) | 1 437 220 (+1,4 %) |
| 13 novembre 2020 | 40 769†         |  | 1 458 591 (+1,5 %) | 1 458 591 (+1,5 %) |
| 14 novembre 2020 | 40 769†         |  | 1 458 591 (+0 %)   | 1 458 591 (+0 %)   |
| 15 novembre 2020 | 40 769†         |  | 1 458 591 (+0 %)   | 1 458 591 (+0 %)   |
| 16 novembre 2020 | 41 253†         |  | 1 496 864 (+2,6 %) | 1 496 864 (+2,6 %) |
| 17 novembre 2020 | 41 688†         |  | 1 510 023 (+0,9 %) | 1 510 023 (+0,9 %) |
| 18 novembre 2020 | 42 039†         |  | 1 525 341 (+1 %)   | 1 525 341 (+1 %)   |
| 19 novembre 2020 | 42 291†         |  | 1 541 574 (+1,1 %) | 1 541 574 (+1,1 %) |
| 20 novembre 2020 | 42 619†         |  | 1 556 730 (+1 %)   | 1 556 730 (+1 %)   |
| 21 novembre 2020 | 42 619†         |  | 1 556 730 (+0 %)   | 1 556 730 (+0 %)   |
| 22 novembre 2020 | 42 619†         |  | 1 556 730 (+0 %)   | 1 556 730 (+0 %)   |
| 23 novembre 2020 | 43 131†         |  | 1 582 616 (+1,7 %) | 1 582 616 (+1,7 %) |
| 24 novembre 2020 | 43 668†         |  | 1 594 844 (+0,8 %) | 1 594 844 (+0,8 %) |
| 25 novembre 2020 | 44 037†         |  | 1 605 066 (+0,6 %) | 1 605 066 (+0,6 %) |
| 26 novembre 2020 | 44 374†         |  | 1 617 355 (+0,8 %) | 1 617 355 (+0,8 %) |
| 27 novembre 2020 | 44 668†         |  | 1 628 208 (+0,7 %) | 1 628 208 (+0,7 %) |
| 28 novembre 2020 | 44 668†         |  | 1 628 208 (+0 %)   | 1 628 208 (+0 %)   |
| 29 novembre 2020 | 44 668†         |  | 1 628 208 (+0 %)   | 1 628 208 (+0 %)   |
| 30 novembre 2020 | 45 069†         |  | 1 648 187 (+1,2 %) | 1 648 187 (+1,2 %) |
| 1er décembre 2020 | 45 511†         |  | 1 656 444 (+0,5 %) | 1 656 444 (+0,5 %) |
| 2 décembre 2020 | 45 784†         |  | 1 665 775 (+0,6 %) | 1 665 775 (+0,6 %) |
| 3 décembre 2020 | 46 038†         |  | 1 675 902 (+0,6 %) | 1 675 902 (+0,6 %) |
| 4 décembre 2020 | 46 252†         |  | 1 684 647 (+0,5 %) | 1 684 647 (+0,5 %) |
| 5 décembre 2020 | 46 252†         |  | 1 684 647 (+0 %)   | 1 684 647 (+0 %)   |
| 6 décembre 2020 | 46 252†         |  | 1 684 647 (+0 %)   | 1 684 647 (+0 %)   |
| 7 décembre 2020 | 46 646†         |  | 1 702 328 (+1 %)   | 1 702 328 (+1 %)   |
| 8 décembre 2020 | 46 646†         |  | 1 702 328 (+0 %)   | 1 702 328 (+0 %)   |
| 9 décembre 2020 | 47 019†         |  | 1 712 101 (+0,6 %) | 1 712 101 (+0,6 %) |
| 10 décembre 2020 | 47 344†         |  | 1 720 056 (+0,5 %) | 1 720 056 (+0,5 %) |
| 11 décembre 2020 | 47 624†         |  | 1 730 575 (+0,6 %) | 1 730 575 (+0,6 %) |
| 12 décembre 2020 | 47 624†         |  | 1 730 575 (+0 %)   | 1 730 575 (+0 %)   |
| 13 décembre 2020 | 47 624†         |  | 1 730 575 (+0 %)   | 1 730 575 (+0 %)   |
| - Sources : RTVE * Nombre total de cas : morts, guéris et malades ; augmentation journalière en pourcentage. † Nombre de morts. Affichage par défaut des données des lundis. Notes: 1. 2. 3. 4. 5. 6. v · m |                 |  |                    |                    |

Nombre de nouveaux cas de Covid-19 recensés par jour en Espagne
Cumul du nombre de cas : 220 325 (au 6 mai) 
Pour des raisons techniques, il est temporairement impossible d'afficher le graphique qui aurait dû être présenté ici.

Nombre de cas guéris de Covid-19 recensés par jour en Espagne
Cumul du nombre de cas guéris : 126 002 (au 6 mai) 
Pour des raisons techniques, il est temporairement impossible d'afficher le graphique qui aurait dû être présenté ici.

Nombre de décès de Covid-19 recensés par jour en Espagne
Cumul du nombre de décès: 25 857 (au 6 mai) 
Pour des raisons techniques, il est temporairement impossible d'afficher le graphique qui aurait dû être présenté ici.

## Conséquences économiques
Le 12 mars 2020, à la bourse de Madrid, l'Ibex 35 chute de 14 %, ce qui est la baisse historique la plus importante.
La coalition de gauche Unidas Podemos, qui participe à la coalition gouvernementale, réclame la mise en place immédiate d’un revenu de base, universel et pérenne, autour de 1 100 euros selon la situation des ménages. Elle défend également la création d'un impôt sur les patrimoines de plus de 1 million d’euros, avec des taux allant de 2 à 3,5 % selon le montant des tranches. Selon les estimations, cette contribution pourrait rapporter 11 milliards d’euros.
La ministre du Travail Yolanda Díaz annonce l'interdiction des licenciements motivés par la crise de la Covid-19.
Des syndicats de locataires ont appelé à la grève des loyers pendant la période de confinement : « Qui n’est pas rémunéré ne paye pas. Si l’économie productive s’arrête, l’économie rentière aussi. Dans beaucoup de cas, les impayés sont inévitables et arriveront indépendamment de ce que nous faisons : en une semaine, nous avons reçu des milliers de messages qui nous le confirment. Avec la grève, nous donnons l’unique réponse possible à toutes ces personnes : une réponse collective. » Le gouvernement a adopté plusieurs mesures, parmi lesquelles l’ouverture de « microcrédits » (allant jusqu’à 900 euros par mois, remboursable en six ans) pour les citoyens en « situation de vulnérabilité » qui louent à des particuliers ou des petits propriétaires. Pour les locataires de grands propriétaires, fonds d’investissement ou banques, le gouvernement annonce un moratoire de quatre mois pour le paiement du loyer. En outre, les expulsions immobilières sont suspendues pendant six mois. Certains syndicats ont toutefois jugé « honteux de demander aux plus vulnérables de s’endetter pour pouvoir continuer de payer leur loyer. »
Fragilisé par la crise économique, le secteur bancaire prévoit de licencier 20 000 personnes en 2021.
Le chômage frappe environ 3,5 millions de personnes en 2021. La pauvreté, en hausse, concerne en outre 3,2 millions de personnes disposant d'un emploi.
Fin 2021, plus de 5,3 millions de personnes, soit 11,4 % de la population, sont en situation de grande pauvreté.

## Conséquences psychologiques et sociales
La politique sanitaire a des conséquences importantes sur la santé mentale de la population. 17 % des enfants montrent des signes de dépression due au confinement,,, allant jusqu'à montrer des signes de régression. D'après Enric Arquès, psychologue clinicien et président du Fórum Salut Mental, les dégâts du Covid sur la santé mentale des Catalans semblent importants. Une étude révèle que 50% des enseignants espagnols souffrent d'anxiété et de dépressions à cause du Covid-19. Parmi 15% de la population, des troubles de stress post-traumatique sont constatés proportion s’élèvent à plus de 50 % chez le personnel soignant.
Des recherches menées par l'université du Pays basque dans le nord de l'Espagne montrent que plus d'un quart des participants ont signalé des symptômes de dépression, d'anxiété et de stress, et à mesure que le temps passé en lock-down s'est écoulé, les symptômes psychologiques ont augmenté. À l'échelle du pays, un tiers de la population montrerait une détresse sévère, et plus spécifiquement les femmes et les jeunes. Une étude publiée par l'OMS confirme ces résultats chez les personnes de plus de soixante-ans,.
À l'été 2021, un million et demi de familles dépendent des distributions de nourriture par les banques alimentaires et ONG pour se nourrir. Le taux de pauvreté s'élève à 21 %.